# Liste der Kulturdenkmale in Cunewalde

Wappen

In der Liste der Kulturdenkmale in Cunewalde sind die Kulturdenkmale der sächsischen Gemeinde Cunewalde verzeichnet, die bis September 2024 vom Landesamt für Denkmalpflege Sachsen erfasst wurden (ohne archäologische Kulturdenkmale). Die Anmerkungen sind zu beachten.
Diese Liste ist eine Teilliste der Liste der Kulturdenkmale im Landkreis Bautzen.

## Liste der Kulturdenkmale in Cunewalde
| Bild                                    | Bezeichnung | Lage                                                                           | Datierung                                                                                                 | Beschreibung | ID       |
| --------------------------------------- | --- | ------------------------------------------------------------------------------ | --- | --- | -------- |
|                                         | Gedenkstein (Geschlechterstein) | (auf dem Bieleboh, ca. 400 m nordwestlich des Gipfels) (Karte)                 | 18. Jahrhundert                                                                                           | Ortsgeschichtlich von Bedeutung | 09225244 |
|                                         | Gedenkstein (Reformationsstein) | (ca. 200 m südwestlich vom Wuischker Pass) (Karte)                             | Bezeichnet mit 1817                                                                                       | Ortsgeschichtlich von Bedeutung | 09225235 |
| Direkt Bild zu diesem Denkmal hochladen | Brücke über das Cunewalder Wasser (Alte Schulbrücke) | (zwischen Teichmühlteich und Hauptstraße) (Karte)                              | 19. Jahrhundert                                                                                           | Technikgeschichtlich von Bedeutung | 09225231 |
| Direkt Bild zu diesem Denkmal hochladen | Gedenkstein für den Görlitzer Philosophen Jacob Böhme (1575–1624) | (an der Passstraße zum Czorneboh)                                              | 19. Jahrhundert                                                                                           | Ortsgeschichtlich von Bedeutung | 09224929 |
| Direkt Bild zu diesem Denkmal hochladen | Mord- und Sühnekreuz | (bei Kriegels Lücke, ca. 70 m vom Weg entfernt)                                | Bezeichnet mit 1781                                                                                       | Grob behauener Granitstein mit der Inschrift „ADH 1781“, ortsgeschichtlich von Bedeutung | 09224925 |
| Direkt Bild zu diesem Denkmal hochladen | Wegestein | (Ortsausgang Richtung Halbau, auf der Höhe der LPG-Wirtschaftsgebäude) (Karte) | 1. Hälfte 19. Jahrhundert                                                                                 | Verkehrsgeschichtlich von Bedeutung | 09225256 |
| Direkt Bild zu diesem Denkmal hochladen | Granitsteinbruch | (ca. 200 m westlich der Bergstraße) (Karte)                                    | ca. 1800–1950                                                                                             | Mit Grundwasser geflutet, technikgeschichtlich von Bedeutung | 09225050 |
| Direkt Bild zu diesem Denkmal hochladen | Großer Steinbruch, dazu alte Treppenanlage, Laufräder und Winden sowie Schüttungen (Höhnes Steinbruch)                                                                   | (am Rande des Czornebohs, auf der Höhe von Schönberg) (Karte)                  | 19. Jahrhundert                                                                                           | Granitsteinbruch, mit Grundwasser geflutet, ca. 60 m tief, technikgeschichtlich von Bedeutung | 09225387 |
| Direkt Bild zu diesem Denkmal hochladen | Zwei in Sandstein gemauerte Pfeiler der Brücke über das Cunewalder Wasser                                                                                                | (am Kilometer 4,933) (Karte)                                                   | 1890 | Bahnstrecke Großpostwitz–Löbau, bautechnische und eisenbahngeschichtliche Bedeutung, wegen im Zuge Neubau von 1950 errichteter neuer Brückenaufleger nur historische Pfeiler unter Schutz | 09301859 |
|                                         | Haltepunkt Mittelcunewalde | (am Kilometer 6,74) (Karte)                                                    | Um 1890                                                                                                   | Bahnstrecke Großpostwitz–Löbau, kleines Holzhaus, eisenbahngeschichtliche Bedeutung, dazugehörige Bahnsteigkante erhalten | 09301860 |
|                                         | Wartehäuschen des Haltepunkts Obercunewalde | (am Kilometer 9,704) (Karte)                                                   | 1928 | Bahnstrecke Großpostwitz–Löbau, Holzhaus, eisenbahngeschichtlich von Bedeutung, verbrettert | 09301861 |
|                                         | Bahnhof Obercunewalde mit Verladehalle (Güterschuppen) | Am Bahndamm (Nähe Bielebohstraße, am Kilometer 8,417) (Karte)                  | Um 1900 (Personenbahnhof); um 1890 (Güterschuppen)                                                        | Bahnstrecke Großpostwitz–Löbau, massiv mit weiten Dachüberständen und großem hölzernem Wartehaus, eisenbahngeschichtliche Bedeutung, wurde bis 2007 irrtümlich unter Bielebohstraße in der Denkmalliste geführt | 09225052 |
| Direkt Bild zu diesem Denkmal hochladen | Wohnhaus (Umgebinde), dazu Einfriedung | Am Bahndamm 4 (Karte)                                                          | 2. Hälfte 19. Jahrhundert                                                                                 | Obergeschoss Fachwerk verschiefert in blau-weißem Muster, baugeschichtlich und sozialgeschichtlich von Bedeutung, DDR-Kreisdenkmalliste Nummer 2, rechter Giebel Kunstschiefer, Fenster erneuert | 09225070 |
| Direkt Bild zu diesem Denkmal hochladen | Mühlengebäude mit angebautem Wohnhaus über L-förmigem Grundriss (Hauptstraße 216), Seitengebäude (Am Bahndamm 5) und Trog, Anwesen in Ecklage                            | Am Bahndamm 5 (Hauptstraße 216) (Karte)                                        | Um 1800 (Mühle); Ende 19. Jahrhundert (Lagerhaus); bezeichnet mit 1784 (Brunnentrog); um 1800 (Wohnhaus)  | Mühlenanwesen in Ecklage, im Ensemble mit den wasserbaulichen Anlagen und den regionaltypischen Steindeckerbrücken über das Cunewalder Wasser ortsbildprägend, baugeschichtlich und technikgeschichtlich von Bedeutung. | 09225390 |
| Direkt Bild zu diesem Denkmal hochladen | Wohnhaus (Umgebinde) und südwestliche Scheune | Am Bahndamm 8 (Karte)                                                          | 2. Hälfte 19. Jahrhundert                                                                                 | Wohnhaus Obergeschoss Fachwerk verschiefert, baugeschichtlich und sozialgeschichtlich von Bedeutung, DDR-Kreisdenkmalliste Nummer 3, Dachdeckung Schiefer, Fensterverkleidungen und Fenster erneuert (einscheibig) | 09225071 |
| Direkt Bild zu diesem Denkmal hochladen | Wohnhaus (Umgebinde) | Am Bahndamm 9 (Karte)                                                          | Bezeichnet mit 1880                                                                                       | Obergeschoss Fachwerk, Türstock bezeichnet, baugeschichtlich von Bedeutung, Fenster verändert, Giebel verbrettert, Rückseite verschiefert, DDR-Kreisdenkmalliste Nummer 4 | 09225392 |
| Direkt Bild zu diesem Denkmal hochladen | Wohnhaus (Umgebinde), dazu Einfriedung | Am Bahndamm 10 (Karte)                                                         | 2. Hälfte 19. Jahrhundert                                                                                 | Giebel verschiefert, baugeschichtlich und sozialgeschichtlich von Bedeutung, Dachdeckung Schiefer, Einfriedung mit Granitsteinen und Holzlattenzaun | 09225072 |
| Direkt Bild zu diesem Denkmal hochladen | Wohnstallhaus und Schuppen | Am Bahndamm 15 (Karte)                                                         | 2. Hälfte 19. Jahrhundert                                                                                 | Obergeschoss Fachwerk verschiefert, baugeschichtlich und sozialgeschichtlich von Bedeutung, Dachdeckung Schiefer mit roter Abschlusskante, Schuppen Giebel verschiefert in blau-weißem Muster, Längsseiten verbrettert | 09225073 |
| Direkt Bild zu diesem Denkmal hochladen | Wohnhaus (Umgebinde) mit Anbau | Am Bahndamm 17 (Karte)                                                         | 2. Hälfte 19. Jahrhundert                                                                                 | Baugeschichtlich und sozialgeschichtlich von Bedeutung, Giebel und Rückbau im Obergeschoss verschiefert, Dachdeckung Schiefer mit roter Schieferabschlusskante, linke Haushälfte stark verändert, Fenster vergrößert | 09225074 |
| Direkt Bild zu diesem Denkmal hochladen | Wohnstallhaus (Umgebinde) und Scheune | Am Bahndamm 19 (Karte)                                                         | Um 1850                                                                                                   | Wohnstallhaus Obergeschoss Fachwerk, Fachwerkscheune, baugeschichtlich und sozialgeschichtlich von Bedeutung, DDR-Kreisdenkmalliste Nummer 5, Umgebindewohnstallhaus Obergeschoss Fachwerk, verschiefert in blau-weißem Muster, Portal mit Korbbogengewände, schmiedeeiserne Gitter, originale Haustür, Dach mit Biberschwanzdeckung, Fenster zum Teil original | 09225075 |
| Direkt Bild zu diesem Denkmal hochladen | Ländliches Wohnhaus | Am Bahndamm 27 (Karte)                                                         | 2. Hälfte 19. Jahrhundert                                                                                 | Giebel verbrettert, Dachhecht, baugeschichtlich von Bedeutung, originale Fenster und Türen, Biberschwanzdeckung, sehr gefährdet, leer stehend | 09225076 |
|                                         | Wohnhaus (Umgebinde) und rückwärtiger Anbau, dazu Einfriedung | Am Gänseberg 1 (Karte)                                                         | 1. Hälfte 19. Jahrhundert                                                                                 | Baugeschichtlich und sozialgeschichtlich von Bedeutung, mit Dacherker | 09224943 |
|                                         | Wohnhaus (Umgebinde) mit rückwärtigem Anbau und Einfriedung | Am Gänseberg 3 (Karte)                                                         | 1. Hälfte 19. Jahrhundert                                                                                 | Baugeschichtlich von Bedeutung, Dachdeckung Schiefer, mit Kniestock | 09225394 |
| Weitere Bilder                          | Wohnhaus (Umgebinde), Wilhelm-von-Polenz-Museum | Am Gänseberg 7 (Karte)                                                         | 1. Hälfte 19. Jahrhundert                                                                                 | Obergeschoss Fachwerk, baugeschichtlich und ortsgeschichtlich von Bedeutung, Giebel verschiefert, mit Schützenadler, Fenster zum Teil verbrettert, DDR-Kreisdenkmalliste Nummer 6 | 09224944 |
|                                         | Wohnstallhaus (Umgebinde) | Am Gänseberg 8 (Karte)                                                         | 1. Hälfte 19. Jahrhundert                                                                                 | Obergeschoss Fachwerk, baugeschichtlich und sozialgeschichtlich von Bedeutung, Giebel in blau-weißer Reihe verschiefert, mit Dachhecht, Verschieferung bezeichnet, sehr gefährdet, leerstehend, originale Fenster, DDR-Kreisdenkmalliste 8 | 09224945 |
| Direkt Bild zu diesem Denkmal hochladen | Ländliches Wohnhaus | Am Gänseberg 10 (Karte)                                                        | 1. Hälfte 19. Jahrhundert                                                                                 | Auf winkelförmigen Grundriss, baugeschichtlich und sozialgeschichtlich von Bedeutung, zum Teil Obergeschoss Fachwerk, mit Dachhecht, Fenster und Türen erhalten, gefährdet | 09224946 |
|                                         | Wohnhaus (Umgebinde) | Am Schmiedeberg 3 (Karte)                                                      | 2. Hälfte 19. Jahrhundert                                                                                 | Baugeschichtlich von Bedeutung, DDR-Kreisdenkmalliste Nummer 8, Giebel verbrettert | 09224947 |
|                                         | Wohnhaus (Umgebinde) mit Einfriedung | Am Schmiedeberg 5 (Karte)                                                      | Bezeichnet mit 1860 (Türstock)                                                                            | Obergeschoss Fachwerk zum Teil verbrettert, baugeschichtlich von Bedeutung, Giebel und Rückseite des Obergeschosses verschiefert mit blau-weißer Kante, zwei Dachhechte, Fenster erneuert | 09224948 |
|                                         | Wohnhaus (Umgebinde) | Am Schmiedeberg 7 (Karte)                                                      | Um 1850                                                                                                   | Obergeschoss Fachwerk verschiefert mit blau-weißer Kante, baugeschichtlich und sozialgeschichtlich von Bedeutung, Dachhecht Fenster erneuert | 09224949 |
| Weitere Bilder                          | Wohnhaus (Umgebinde) | Am Schmiedeberg 8 (Karte)                                                      | Bezeichnet mit 1850                                                                                       | Obergeschoss Fachwerk, baugeschichtlich von Bedeutung, Umgebinde auf massivem Erdgeschoss, verschiefert in blau-weißem Muster im Giebel, Fenster zum Teil erneuert, DDR-Kreisdenkmalliste Nummer 9 | 09224950 |
|                                         | Wohnhaus (Umgebinde) | Am Schmiedeberg 10 (Karte)                                                     | 2. Hälfte 19. Jahrhundert                                                                                 | Obergeschoss Fachwerk, baugeschichtlich von Bedeutung, DDR-Kreisdenkmalliste Nummer 10, Dachdeckung Schiefer, originale Fenster, Tür von ca. 1910 | 09225396 |
| Direkt Bild zu diesem Denkmal hochladen | Ländliches Wohnhaus, dazu Gartenanlage mit Granitsteinmauern | Am Sportzentrum 4 (Karte)                                                      | Um 1930                                                                                                   | Im Heimatstil, baugeschichtlich von Bedeutung, mit originalen Fenstern, Fensterläden und Türen, gut erhalten, Giebel mit Fachwerk, niedrige Granitsteinmauern als Flankierung der Einfahrt zur Garage und im Garten zur Terrassierung des Geländes | 09224922 |
| Direkt Bild zu diesem Denkmal hochladen | Ehemaliger Gasthof Feldschlößchen (heute Wohnhaus) in offener Bebauung                                                                                                   | Am Sportzentrum 8 (Karte)                                                      | Um 1885                                                                                                   | Von ortsgeschichtlichem Interesse und auch Bestandteil des Ortsbildes. Stattlicher zweigeschossiger Baukörper mit Sockelgeschoss (Naturstein), schlichter Lochfassade, Satteldach mit Schieferdeckung. Als Gasthof (ehemaliges „Feldschlößchen“) ursprünglich errichtet, daher geschichtlicher Zeugniswert. Neuaufnahme nach Anregung von denkmalschutzrechtlicher Genehmigung für Fenstererneuerung von 4/1995, Landratsamt Bautzen (Gebäude war laut Vermerk auf der Bildkarte am 27. Juni 1996 gestrichen worden). | 09229797 |
| Weitere Bilder                          | Ehemaliges Gutshaus, Scheune, steinerner Trog und Einfriedungsmauer einschließlich drei Torpfosten des Rittergutes Niedercunewalde                                       | An der Wolfsschlucht 3 (Karte)                                                 | 18. Jahrhundert (Gutsscheune); bezeichnet mit 1764 (Wirtschaftsgebäude); bezeichnet mit 1859 (Wassertrog) | Von baugeschichtlicher und ortsgeschichtlicher Bedeutung. - Scheune: massives Bruchsteinmauerwerk, eingeschossiger Baukörper mit Drempel, große Korbbogenöffnung zum Hof, Satteldach, zum Teil eingestürzt, sehr gefährdet, unter dieser Adresse ist der zum später errichteten Herrenhaus funktionell genutzte Wirtschaftshof gefasst - Wassertrog: rechteckiges Granitbecken mit profiliertem oberen Rand und Eisenklammerungen, bezeichnet mit 1859 an der Schmalseite, gegenüberliegende Schmalseite mit Initialen. Auf einem Teil des Geländes des ehemaligen Rittergutes stehen heute Einfamilienhäuser, Fahrradunterstände und Baracken. | 09225063 |
|                                         | Wohnhaus mit Laden | An der Wolfsschlucht 4 (Karte)                                                 | 4. Viertel 19. Jahrhundert                                                                                | Baugeschichtlich von Bedeutung, massiv, mit Putzgliederung, Fenster zum Teil erneuert | 09225064 |
|                                         | Doppelwohnhaus | An der Wolfsschlucht 8, 10 (Karte)                                             | Bezeichnet mit 1802                                                                                       | Obergeschoss Fachwerk, verschiefert, Korbbogengewände bezeichnet, Dachhecht, baugeschichtlich und sozialgeschichtlich von Bedeutung, mit rückwärtigem Anbau | 09225066 |
|                                         | Wohnhaus (Umgebinde) mit jüngerem Anbau | An der Wolfsschlucht 14 (Karte)                                                | 1726, nach Auskunft                                                                                       | Obergeschoss Fachwerk, baugeschichtlich und sozialgeschichtlich von Bedeutung, Obergeschoss am Umgebinde mit Dachpappe verkleidet | 09225067 |
|                                         | Wohnhaus (Umgebinde) | An der Wolfsschlucht 20 (Karte)                                                | Um 1850                                                                                                   | Obergeschoss Fachwerk, verschiefert in blau-weißem Muster, baugeschichtlich und sozialgeschichtlich von Bedeutung, Fenster erneuert | 09225068 |
|                                         | Ehemaliges Gasthaus Limonadenschänke | An der Wolfsschlucht 22 (Karte)                                                | Ende 19. Jahrhundert                                                                                      | Mit Schmuckfachwerk, ortsgeschichtlich von Bedeutung, originale Fenster und Türen, veränderter Anbau, jetzt als Lager genutzt | 09225069 |
| Weitere Bilder                          | Wohnhaus (Umgebinde) | Bachweg 1 (Karte)                                                              | Mitte 19. Jahrhundert                                                                                     | Obergeschoss Fachwerk, verschiefert in blau-weißem Muster, baugeschichtlich und sozialgeschichtlich von Bedeutung, Umgebinde 1993 zum Teil originalgetreu erneuert | 09225078 |
| Weitere Bilder                          | Wohnhaus (Umgebinde) mit rückwärtigem Anbau und Kegelbahn (Zur Guten Quelle)                                                                                             | Bachweg 3 (Karte)                                                              | Bezeichnet mit 1847                                                                                       | Obergeschoss Fachwerk, ehemaliger Gasthof, baugeschichtlich und ortsgeschichtlich von Bedeutung, DDR-Kreisdenkmalliste Nummer 11, originale Fenster und Türen, auf winkeligem Grundriss, Fachwerk verschiefert in blau-weißem Muster, bezeichnet am Türstock | 09225080 |
| Weitere Bilder                          | Wohnhaus (Umgebinde) mit Scheunenanbau, dazu Einfriedung | Bachweg 4 (Karte)                                                              | 2. Hälfte 19. Jahrhundert                                                                                 | Obergeschoss Fachwerk, baugeschichtlich und sozialgeschichtlich von Bedeutung, DDR-Kreisdenkmalliste Nummer 12, Einfriedung aus Granitpfosten, großer Dachhecht, Giebel verschiefert | 09225081 |
| Direkt Bild zu diesem Denkmal hochladen | Wohnhaus (Umgebinde) | Bachweg 5 (Karte)                                                              | 2. Hälfte 19. Jahrhundert                                                                                 | Obergeschoss Fachwerk, baugeschichtlich von Bedeutung, Fenster verändert, linke Seite vollkommen verändert, Garagenanbau | 09225082 |
| Weitere Bilder                          | Wohnhaus (Umgebinde) mit Anbau | Bachweg 6 (Karte)                                                              | 1. Hälfte 19. Jahrhundert                                                                                 | Obergeschoss Fachwerk, baugeschichtliche Bedeutung, DDR-Kreisdenkmalliste Nummer 13, Fenster zum Teil erhalten, Haustür erneuert, laut Auskunft von Ortsdenkmalpfleger H. Kutschke war das Gebäude ehemals Schlafhaus für Weberinnen | 09225083 |
| Weitere Bilder                          | Wohnhaus (Umgebinde) auf winkligem Grundriss, mit Sonnenuhr | Bachweg 7 (Karte)                                                              | 2. Hälfte 19. Jahrhundert                                                                                 | Giebel verschiefert in blau-weißem Muster, hoher Dachhecht, baugeschichtliche Bedeutung, DDR-Kreisdenkmalliste Nummer 14. Sonnenuhr Technisches Denkmal. | 09225084 |
| Weitere Bilder                          | Wohnhaus (Umgebinde) mit Anbau | Bachweg 16, 18 (Karte)                                                         | 2. Hälfte 19. Jahrhundert                                                                                 | Mit doppelter Blockstube, Giebel verbrettert, baugeschichtliche Bedeutung, Rückbau verändert | 09225085 |
|                                         | Wohnhaus | Bahnhofstraße 1 (Karte)                                                        | Mitte 19. Jahrhundert                                                                                     | Obergeschoss Fachwerk, baugeschichtliche Bedeutung, Dachdeckung Schiefer, originale Fenster | 09225397 |
|                                         | Empfangsgebäude mit angebautem Güterschuppen sowie Anbau mit Warteraum und Stellwerk                                                                                     | Bahnhofstraße 2, 4 (Karte)                                                     | Um 1900                                                                                                   | Bahnstrecke Großpostwitz–Löbau, Empfangsgebäude Obergeschoss Fachwerk, eisenbahngeschichtliche Bedeutung, Empfangsgebäude mit originalen Fenstern und Türen, verputzt, Obergeschoss verbrettert, Laderampe vielleicht zu Trassengelände gehörig, Wasserturm dreigeschossig, laut ALK-Daten besitzt dieses Gebäude zwei Hausnummern: 2 und 4 | 09225051 |
| Direkt Bild zu diesem Denkmal hochladen | Wohnhaus und Einfriedung | Bahnhofstraße 7 (Karte)                                                        | 1926 (Auskunft)                                                                                           | Baugeschichtlich von Bedeutung, originale Fenster und Türen, Mansarddach | 09224918 |
| Direkt Bild zu diesem Denkmal hochladen | Wohnhaus (Umgebinde) mit winkeligem Anbau, Scheunenanbau und Holzschuppen                                                                                                | Bergstraße 1 (Karte)                                                           | 1850 (Auskunft)                                                                                           | Baugeschichtlich von Bedeutung, originale Fenster und Türen, soll renoviert werden | 09225086 |
| Direkt Bild zu diesem Denkmal hochladen | Wohnhaus (Umgebinde) mit rückwärtigem Anbau und Nebengebäude | Bielebohstraße 2 (Karte)                                                       | 2. Hälfte 19. Jahrhundert                                                                                 | Baugeschichtlich und sozialgeschichtlich von Bedeutung, rechte Hälfte und Rückbau stark verändert | 09225398 |
| Direkt Bild zu diesem Denkmal hochladen | Wohnhaus (Umgebinde) | Bielebohstraße 5 (Karte)                                                       | Um 1800                                                                                                   | Obergeschoss Fachwerk, baugeschichtlich und sozialgeschichtlich von Bedeutung, Obergeschoss und Vordergiebel zum Teil verbrettert, Vorlaube, originale Tür, sehr gefährdet, leer stehend | 09225056 |
| Direkt Bild zu diesem Denkmal hochladen | Wohnhaus (Umgebinde) | Bielebohstraße 14 (Karte)                                                      | Um 1900                                                                                                   | Im Heimatstil mit übergiebeltem Mittelrisalit und hölzernem Vorhäuschen, baugeschichtlich von Bedeutung, gefährdet, zum Teil originale Fenster, ein Fenster schon vergrößert, Dach mit Biberschwanzdeckung | 09225400 |
| Direkt Bild zu diesem Denkmal hochladen | Wohnhaus mit Scheune | Birkenweg 1 (Karte)                                                            | 4. Viertel 19. Jahrhundert                                                                                | Baugeschichtlich von Bedeutung, Biberschwanzdeckung, Fenster erneuert | 09225087 |
| Direkt Bild zu diesem Denkmal hochladen | Vorderflügel eines ländlichen Wohnhauses | Birkenweg 3 (Karte)                                                            | 1. Hälfte 19. Jahrhundert                                                                                 | Obergeschoss Fachwerk, baugeschichtlich von Bedeutung, Dachdeckung Schiefer, originale Fenster, gefährdet, leerstehend | 09225088 |
| Direkt Bild zu diesem Denkmal hochladen | Wohnhaus (Umgebinde) | Birkenweg 6 (Karte)                                                            | 2. Hälfte 19. Jahrhundert                                                                                 | Obergeschoss Fachwerk, zum Teil verbrettert, Giebel verschiefert, baugeschichtlich von Bedeutung, schwarze Biberschwanzdeckung, rechte Seite stark verändert | 09225089 |
| Direkt Bild zu diesem Denkmal hochladen | Wohnstallhaus und Scheune | Birkenweg 7 (Karte)                                                            | 4. Viertel 19. Jahrhundert                                                                                | Baugeschichtlich von Bedeutung, massiv, verputzt mit Ziegeldekor, originale Fenster, zwei alte Linden am Eingang, zwei alte Eichen am Grundstückseingang, Dachdeckung Biberschwanz, leerstehend, sehr gefährdet | 09225090 |
|                                         | Wohnhaus (Umgebinde), Seitengebäude und Scheune eines ehemaligen Gutes (sogenanntes Rittergut Mittelcunewalde)                                                           | Czornebohstraße 2 (Karte)                                                      | Bezeichnet mit 1816                                                                                       | Wohnhaus Obergeschoss Fachwerk, baugeschichtlich und wirtschaftsgeschichtlich von Bedeutung, DDR-Kreisdenkmalliste Nummer 75, Wohnhaus mit neuer Biberschwanzdeckung, Dachhäuschen, bezeichnet im Türsturz | 09225091 |
| Direkt Bild zu diesem Denkmal hochladen | Schillergedenkstein | Czornebohstraße 2 (bei) (Karte)                                                | Um 1900                                                                                                   | Granitplatte mit Bronzeplakette und Inschrift, ortsgeschichtlich von Bedeutung | 09224942 |
| Direkt Bild zu diesem Denkmal hochladen | Villenartiges Wohnhaus mit Vorhäuschen | Czornebohstraße 6 (Karte)                                                      | 1920er Jahre                                                                                              | Villenartiger Putzbau mit Vorhäuschen, Schmuckfachwerk, Schiefergiebel und Mansarddach, baugeschichtlich von Bedeutung, Biberschwanzdeckung mit Fledermausgaupen | 09225092 |
|                                         | Wohnhaus (Umgebinde) und Scheune | Erlenweg 1 (Karte)                                                             | Bezeichnet mit 1839                                                                                       | Wohnhaus Obergeschoss Fachwerk, baugeschichtlich und sozialgeschichtlich von Bedeutung, schmiedeeiserne Gitter, originale Haustür in Granitgewände, DDR-Kreisdenkmalliste Nummer 16 | 09225093 |
|                                         | Wohnhaus (Umgebinde) und Einfriedung | Erlenweg 3 (Karte)                                                             | Bezeichnet mit 1821                                                                                       | Obergeschoss Fachwerk, baugeschichtlich und sozialgeschichtlich von Bedeutung, verbrettert, Giebel verschiefert in blau-weißem Muster, Fenster erneuert, zwei schmiedeeiserne Gitter, DDR-Kreisdenkmalliste Nummer 16 | 09225094 |
|                                         | Wohnhaus (Umgebinde) und Reste der Einfriedung | Erlenweg 5 (Karte)                                                             | 2. Hälfte 19. Jahrhundert                                                                                 | Obergeschoss zum Teil Fachwerk, baugeschichtlich und sozialgeschichtlich von Bedeutung, linke Haushälfte total verändert, Fenster verändert | 09225095 |
|                                         | Wohnhaus (Umgebinde) mit Werkstattanbau | Erlenweg 7, 9 (Karte)                                                          | Um 1850                                                                                                   | Obergeschoss Fachwerk, baugeschichtlich und sozialgeschichtlich von Bedeutung, verschiefert in blau-weißem Muster, Dach mit Biberschwanzdeckung und Fledermausgaupe, DDR-Kreisdenkmalliste Nummer 18; laut ALK-Daten besitzt dieses Gebäude zwei Hausnummern: 7 und 9 | 09225097 |
|                                         | Wohnhaus (Umgebinde) | Erlenweg 8 (Karte)                                                             | Bezeichnet mit 1863                                                                                       | Obergeschoss Fachwerk, Dachhecht, Türstock bezeichnet, baugeschichtlich und sozialgeschichtlich von Bedeutung, Rückseite stark verändert | 09225098 |
|                                         | Wohnhaus (Umgebinde) | Erlenweg 10 (Karte)                                                            | 2. Hälfte 19. Jahrhundert                                                                                 | Obergeschoss Fachwerk verschiefert, rechter Giebel verbrettert, Türstock bezeichnet, baugeschichtlich und sozialgeschichtlich von Bedeutung, DDR-Kreisdenkmalliste Nummer 19, Fenster teilweise erneuert | 09225099 |
|                                         | Wohnhaus (Umgebinde) mit Nebengebäude, Steinbank und Hofpflasterung | Erlenweg 11, 13 (Karte)                                                        | Bezeichnet mit 1872                                                                                       | Wohnhaus Obergeschoss Fachwerk, baugeschichtlich von Bedeutung, Umgebindehaus Obergeschoss Fachwerk, zwei Dachhechte, bezeichnet im Türstock, Fenster erneuert, drei schmiedeeiserne Fenstergitter, im Rückbau originale Fenster und zwei parallel stehende Haustüren, DDR-Kreisdenkmalliste Nummer 20; laut ALK-Daten besitzt Nebengebäude die Hausnummer 13 | 09225100 |
|                                         | Wohnhaus (Umgebinde) und Einfriedung | Erlenweg 12 (Karte)                                                            | 2. Hälfte 19. Jahrhundert                                                                                 | Obergeschoss Fachwerk, baugeschichtlich von Bedeutung, Fenster zum Teil erneuert, DDR-Kreisdenkmalliste Nummer 21 | 09225102 |
|                                         | Textilfabrik mit zwei Produktionsgebäuden | Erlenweg 14 (Karte)                                                            | 4. Viertel 19. Jahrhundert                                                                                | Rechtwinklig zueinander stehende zweigeschossige Baukörper mit originaler Kubatur, Proportionen und Gestaltungsmerkmalen einschließlich bauzeitlichen Treppenhäusern und Produktionshallen mit eisernen Säulen, baugeschichtlich, ortsbildprägend und ortsgeschichtlich von Interesse. Zweigeschossige Massivbauten, verputzt mit umlaufenden Gesimsen und flachbogigen Fensteröffnungen, Satteldächern, parallel zur Straße ausgerichtetes Gebäude mit originaler zweiflügliger Eingangstür (Holz), im Inneren originale Treppenaufgänge mit Granitstufen und Eisengeländern erhalten, ebenso die großen Hallen mit den teilweise umbauten, aber original erhaltenen eisernen Säulen, Kesselhaus kein Denkmal, Schornstein abgebrochen, ursprünglich als Maschinenfabrik errichtet, zwischenzeitliche Nutzung als Textilfabrik, gegenwärtig läuft in Fabrik Herstellung von Schreibgeräten der Marke „Diplomat“. | 09225103 |
|                                         | Wohnhaus (Umgebinde), Handschwengelpumpe und Scheune, dazu Einfriedung                                                                                                   | Erlenweg 15 (Karte)                                                            | Bezeichnet mit 1869                                                                                       | Wohnhaus Obergeschoss Fachwerk, Fachwerkscheune, baugeschichtlich und sozialgeschichtlich von Bedeutung, Giebel links verschiefert, Dachhecht, bezeichnet im Türstock und im Schiefer, originale Haustür, Fenster verändert, drei schmiedeeiserne Gitter, gefährdet, DDR-Kreisdenkmalliste Nummer 22 | 09225104 |
| Weitere Bilder                          | Wohnhaus (Umgebinde) | Erlenweg 16 (Karte)                                                            | Bezeichnet mit 1873, Kern älter                                                                           | Obergeschoss Fachwerk, mit doppelter Blockstube unterschiedlicher Bauart, Giebel verbrettert, Dachhecht, Türsturz bezeichnet, baugeschichtlich und sozialgeschichtlich von Bedeutung, wird saniert, wurde fälschlicherweise bis 2007 unter Nummer 14 erfasst | 09225101 |
| Direkt Bild zu diesem Denkmal hochladen | Wohnhaus (Umgebinde) | Erlenweg 17 (Karte)                                                            | Um 1850                                                                                                   | Giebel links verschiefert, rechts Fachwerk, baugeschichtlich von Bedeutung, DDR-Kreisdenkmalliste Nummer 24 | 09225105 |
|                                         | Wohnhaus (Umgebinde), dazu Einfriedung | Erlenweg 19, 21 (Karte)                                                        | 2. Hälfte 19. Jahrhundert                                                                                 | Obergeschoss Fachwerk, Doppelwohnhaus mit kleinem erkerähnlichen Ausbau, baugeschichtlich von Bedeutung, Fenster zum Teil vergrößert, verschiefert in blau-weißem Muster | 09225106 |
|                                         | Wohnhaus (Umgebinde) | Erlenweg 20 (Karte)                                                            | 2. Hälfte 19. Jahrhundert                                                                                 | Mit Kniestock, baugeschichtlich von Bedeutung, linke Haushälfte in den 1930er Jahren komplett verändert | 09225107 |
| Direkt Bild zu diesem Denkmal hochladen | Wohnhaus mit Werkstattanbau und Holzschuppen | Erlenweg 26 (Karte)                                                            | Um 1905                                                                                                   | Mit übergiebeltem Risalit, Ziegeldekor und Putzgliederung, baugeschichtlich von Bedeutung, originale Haustür, Granitvortreppe, Gewände aus Gussstein, Schieferdeckung, Granitfundament | 09225108 |
|                                         | Wohnhaus (Umgebinde) mit Sonnenuhr, dazu Einfriedung | Erlenweg 31 (Karte)                                                            | 1. Hälfte 19. Jahrhundert                                                                                 | Obergeschoss Fachwerk, baugeschichtlich von Bedeutung, Fenster zum Teil verändert. Sonnenuhr Technisches Denkmal. | 09225418 |
|                                         | Wohnhaus (Umgebinde) | Erlenweg 32 (Karte)                                                            | Bezeichnet mit 1896                                                                                       | Mit Kniestock, Giebel verschiefert in blau-weißem Muster, baugeschichtlich von Bedeutung, Dach mit Schieferdeckung und Dachhäuschen | 09225419 |
|                                         | Wohnhaus (Umgebinde) | Erlenweg 37 (Karte)                                                            | Bezeichnet mit 1885                                                                                       | Obergeschoss Fachwerk, Giebel verschiefert, baugeschichtlich von Bedeutung, Fenster zum Teil verändert, Dachdeckung Schiefer | 09225420 |
|                                         | Wohnhaus | Erlenweg 39 (Karte)                                                            | 2. Hälfte 19. Jahrhundert                                                                                 | Massivbau, verputzt, baugeschichtlich von Bedeutung, gefährdet, originale Tür, Fenster, Jalousien | 09225421 |
|                                         | Wohnhaus (Umgebinde) | Erlenweg 41 (Karte)                                                            | 2. Hälfte 19. Jahrhundert                                                                                 | Obergeschoss Fachwerk, Dachhecht, baugeschichtlich von Bedeutung, erneuert, Fenster zum Teil vergrößert, Dachdeckung Biberschwanz | 09225422 |
| Direkt Bild zu diesem Denkmal hochladen | Wohnhaus (Umgebinde) mit Vorlaube | Finkengasse 2, 4 (Karte)                                                       | 2. Hälfte 19. Jahrhundert                                                                                 | Vorlaube auf massiven Ständern, baugeschichtlich von Bedeutung, im Giebel Fachwerk, Dachhecht, rechter versteinerter Teil des Doppelwohnhauses (Nummer 2) einschließlich rückwärtige Anbauten nicht denkmalrelevant, auch zweigeschossiger Anbau an das Umgebinde-Wohnhaus nicht Denkmal | 09225111 |
| Direkt Bild zu diesem Denkmal hochladen | Wohnhaus (Umgebinde) | Finkengasse 3 (Karte)                                                          | 1. Hälfte 18. Jahrhundert                                                                                 | Mit Drempel, verschiefert, Blockstube, baugeschichtlich und sozialgeschichtlich von Bedeutung, Blockstube mit deutlich sichtbaren Eckverbindungen und langen Kopfbändern am Umgebinde, DDR-Denkmalliste Nummer 25, gefährdet, bewohnt | 09225110 |
| Direkt Bild zu diesem Denkmal hochladen | Ländliches Wohnhaus mit rückwärtigem Anbau, dazu Einfriedung | Finkengasse 5 (Karte)                                                          | 2. Hälfte 19. Jahrhundert                                                                                 | Baugeschichtlich und sozialgeschichtlich von Bedeutung, originale Türen und Fenster, Einfriedung mit Granitpfosten, sehr gefährdet, leer stehend | 09225112 |
| Weitere Bilder                          | Wohnhaus (Umgebinde) | Finkengasse 6 (Karte)                                                          | 2. Hälfte 19. Jahrhundert                                                                                 | Giebel Fachwerk verschiefert, baugeschichtlich und sozialgeschichtlich von Bedeutung, sehr gefährdet, leer stehend, originale Fensterzierverkleidungen, DDR-Kreisdenkmalliste Nummer 26 | 09225113 |
|                                         | Wohnhaus (Umgebinde) | Finkengasse 7 (Karte)                                                          | 2. Hälfte 19. Jahrhundert                                                                                 | Obergeschoss Fachwerk, zum Teil verbrettert, linke Seite verputzt, baugeschichtlich und sozialgeschichtlich von Bedeutung, Fenster und Türen erneuert, DDR-Denkmalliste Nummer 27, Sanierung misslungen | 09225114 |
| Direkt Bild zu diesem Denkmal hochladen | Wohnhaus (Umgebinde) | Finkengasse 8 (Karte)                                                          | 1799 (Auskunft)                                                                                           | Obergeschoss Fachwerk, verschiefert, Dach mit zwei Hechten, baugeschichtlich und sozialgeschichtlich von Bedeutung, originale Fenster und Türen, DDR-Kreisdenkmalliste Nummer 28 | 09225115 |
| Direkt Bild zu diesem Denkmal hochladen | Seitengebäude mit Oberlaube | Finkengasse 8 (bei) (Karte)                                                    | 1799 (Auskunft)                                                                                           | Fachwerkgebäude, baugeschichtlich und sozialgeschichtlich von Bedeutung, DDR-Kreisdenkmalliste Nummer 29 | 09225116 |
|                                         | Wohnhaus (Umgebinde) mit Anbauten | Finkengasse 9 (Karte)                                                          | Um 1850                                                                                                   | Obergeschoss Fachwerk, zum Teil verschiefert, baugeschichtlich und sozialgeschichtlich von Bedeutung, weißer Schiefer durch Kunststoff ersetzt, Fenster und Türen erneuert, unsachgemäße Sanierung | 09225117 |
| Direkt Bild zu diesem Denkmal hochladen | Wohnhaus | Handwerkergasse 1 (Karte)                                                      | 2. Hälfte 19. Jahrhundert                                                                                 | Obergeschoss Fachwerk verschiefert, mit kleinem Vorbau, baugeschichtlich von Bedeutung | 09225423 |
| Direkt Bild zu diesem Denkmal hochladen | Wohnhaus | Handwerkergasse 2 (Karte)                                                      | 2. Hälfte 19. Jahrhundert                                                                                 | Obergeschoss Fachwerk, zum Teil verschiefert in blau-weißem Muster, baugeschichtlich von Bedeutung | 09225424 |
| Direkt Bild zu diesem Denkmal hochladen | Wohnhaus (Umgebinde) und Granitbank | Handwerkergasse 4 (Karte)                                                      | Bezeichnet mit 1862                                                                                       | Obergeschoss Fachwerk, zum Teil verschiefert, Dachhecht, originale Haustür, baugeschichtlich von Bedeutung, DDR-Kreisdenkmalliste Nummer 30, Hofpflaster Abbruch | 09225425 |
| Direkt Bild zu diesem Denkmal hochladen | Wohnhaus (Umgebinde) mit rückwärtigem Anbau | Handwerkergasse 8 (Karte)                                                      | 1. Hälfte 19. Jahrhundert                                                                                 | Originale Tür, baugeschichtlich und sozialgeschichtlich von Bedeutung, DDR-Kreisdenkmalliste Nummer 31, Granitpflaster Streichung 2012 | 09225426 |
| Direkt Bild zu diesem Denkmal hochladen | Bushaltestellenhäuschen | Hauptstraße (Kreuzung Czornebohstraße) (Karte)                                 | 2. Viertel 20. Jahrhundert                                                                                | Mit Warteraum und Vordach, verkehrsgeschichtlich von Bedeutung, Abbruchgenehmigung vom 06. Januar 2011 im Zuge des Ausbaues der S 115 | 09224941 |
| Direkt Bild zu diesem Denkmal hochladen | Wegestein | Hauptstraße (Straße nach Halbau, Abzweig Sornßiger Weg) (Karte)                | 1. Hälfte 19. Jahrhundert                                                                                 | Wegesäule aus Naturstein auf quadratischem Sockel, darüber Schaft mit abgefasten Kanten sowie kubischer Aufbau mit vertieften Schrifttafeln in den Seitenflächen und dachartigem, pyramidalem Abschluss, Inschriften stark verwittert und nicht mehr lesbar, als Zeugnis der verkehrstechnischen Erschließung des ländlichen Raumes von verkehrsgeschichtlicher Bedeutung. | 09225386 |
|                                         | Produktionsgebäude mit Hallenanbau und Schornstein (ehemalige Textilfabrik Kalauch)                                                                                      | Hauptstraße 3 (Karte)                                                          | Um 1905                                                                                                   | Baugeschichtlich und technikgeschichtlich von Bedeutung, Putzbau mit Ziegeldekorverblendung | 09225428 |
|                                         | Fabrikantenvilla, dazu Einfriedung | Hauptstraße 5 (Karte)                                                          | 1920er Jahre                                                                                              | Baugeschichtlich von Bedeutung | 09225118 |
|                                         | Villa mit Einfriedung und Garten | Hauptstraße 6 (Karte)                                                          | Um 1910                                                                                                   | Baugeschichtliche Bedeutung. Originale Fassadengliederung, aufwändiger Eingang mit Granittreppe und Granitsäulen, originale Tür (Windfangtür), Putzfassade mit umlaufendem Gesims, seitlich halbrund vorkragende Loggien, Äußeres saniert mit Erhaltung des bisherigen Erscheinungsbildes, Ausnahme: Holzveranda hinten als nachträgliche Anbauten. Umlaufender Natursteinsockel. Inneres zu großen Teilen original erhalten: alte Türen mit Rahmen, Fenster einschließlich Gewände, Parkettfußböden, Heizkörperverkleidungen, hölzerner Treppenaufgang mit historischem Geländer, originale Grundrisseinteilung, historischer Dachstuhl. Einfriedung: Granitpfosten mit Lattenzaun. | 09303477 |
|                                         | Wohnhaus (Umgebinde) und Auszugshaus | Hauptstraße 7 (Karte)                                                          | 1. Viertel 19. Jahrhundert (Wohnhaus); 4. Viertel 19. Jahrhundert (Auszugshaus)                           | Wohnhaus Obergeschoss Fachwerk, baugeschichtlich und sozialgeschichtlich von Bedeutung, originale Tür, verschiefert, Dachhecht, Korbbogengewände | 09225119 |
|                                         | Wohnhaus (Umgebinde) mit rückwärtigem Stallgebäude | Hauptstraße 11 (Karte)                                                         | 1. Hälfte 19. Jahrhundert                                                                                 | Obergeschoss Fachwerk, baugeschichtlich von Bedeutung, verbrettert, linker Giebel verschiefert, fünf Fledermausgaupen, vier schmiedeeiserne Fenstergitter, originale Haustür, DDR-Kreisdenkmalliste Nummer 32 | 09225120 |
|                                         | Wohnhaus (Umgebinde) | Hauptstraße 12 (Karte)                                                         | Mitte 19. Jahrhundert                                                                                     | Obergeschoss Fachwerk, baugeschichtlich von Bedeutung, Biberschwanzdeckung | 09225430 |
|                                         | Wohnhaus (Umgebinde) Nr. 15 und Anbau Nr. 13 | Hauptstraße 13, 15 (Karte)                                                     | Bezeichnet mit 1825                                                                                       | Wohnhaus Obergeschoss Fachwerk, baugeschichtlich von Bedeutung, Nummer 15: DDR-Kreisdenkmalliste Nummer 34, verschiefert, Korbbogenportal mit bezeichnetem Schlussstein | 09225121 |
| Weitere Bilder                          | Wohnhaus (Umgebinde) | Hauptstraße 14 (Karte)                                                         | 2. Hälfte 19. Jahrhundert                                                                                 | Obergeschoss Fachwerk, verschiefert, baugeschichtlich von Bedeutung, rechte Hälfte erneuert, zum Teil originale Fenster, DDR-Kreisdenkmalliste Nummer 33 | 09225431 |
|                                         | Ehemaliges Produktionsgebäude der Textilfabrik August Hempel, heute Gemeindezentrum                                                                                      | Hauptstraße 19 (Karte)                                                         | Um 1900                                                                                                   | Baugeschichtlich und technikgeschichtlich von Bedeutung, originale Fenster | 09225433 |
| Weitere Bilder                          | Wohnhaus (Umgebinde) | Hauptstraße 22 (Karte)                                                         | Ende 19. Jahrhundert                                                                                      | Obergeschoss Fachwerk, baugeschichtlich von Bedeutung, Dachdeckung Biberschwanz, zwei Fenster vergrößert, Fenster zum Teil erhalten | 09225434 |
|                                         | Wohnhaus (Umgebinde) und Scheune | Hauptstraße 26 (Karte)                                                         | Bezeichnet mit 1830 (im Schiefer)                                                                         | Wohnhaus Obergeschoss Fachwerk, baugeschichtlich von Bedeutung, Dachdeckung Schiefer mit Dachhecht, originale Haustür, granitene Vortreppe, zum Teil originale Fenster, Fachwerk verschiefert, Korbbogenportal bezeichnet | 09225435 |
|                                         | Wohnhaus mit Ladeneinbau | Hauptstraße 27 (Karte)                                                         | 1. Hälfte 19. Jahrhundert                                                                                 | Obergeschoss verschiefert, baugeschichtlich von Bedeutung, Fenster verändert, Ladengeschäft mit originalen Fenstern | 09225123 |
| Weitere Bilder                          | Wohnhaus (Umgebinde) | Hauptstraße 30 (Karte)                                                         | Bezeichnet mit 1818                                                                                       | Mit vorgelegter Treppe flankiert von schmiedeeisernem Geländer, Obergeschoss Fachwerk, verschiefert in blau-weißem Muster, mit mansardartigem Dachausbau, und Türstock mit Korbbogengewände, von hohem Authentizitätsgrad und baugeschichtlicher Bedeutung, originale Fenster, DDR-Kreisdenkmalliste Nummer 35, dem Hauseingang (originaler Türstock mit Bezeichnung im Schlussstein) ist eine dreistufige Granittreppe vorgelegt, diese seitlich von nachträglich angebrachtem, sehr schönem schmiedeeisernen Treppengeländer flankiert, außerdem zeitgleicher schmiedeeiserner Zaun um den seitlichen, vor der Blockstube gelegenen Vorgarten | 09225124 |
|                                         | Ehemaliger Gasthof Zur alten Post | Hauptstraße 33 (Karte)                                                         | 1. Hälfte 19. Jahrhundert                                                                                 | Massivbau, verputzt, baugeschichtlich und ortsgeschichtlich von Bedeutung, originale Fenster erhalten, sehr gefährdet, leer stehend, Rückseite mit neuerem Anbau | 09225125 |
|                                         | Nebengebäude und Einfriedung | Hauptstraße 34 (Karte)                                                         | Bezeichnet mit 1834                                                                                       | Türsturz bezeichnet, baugeschichtlich und straßenbildprägend von Bedeutung, Biberschwanzdeckung, Wohnhaus schon stark verändert, Gebäude wurde bis 2007 irrtümlich unter Hauptstraße 32 in der Denkmalliste geführt | 09225436 |
| Direkt Bild zu diesem Denkmal hochladen | Wohnhaus | Hauptstraße 35 (Karte)                                                         | Bezeichnet mit 1876                                                                                       | Obergeschoss Fachwerk verschiefert, bezeichnet im Schiefer, baugeschichtlich von Bedeutung, auf der Rückseite Fenster verändert | 09225126 |
|                                         | Wohnstallhaus, Scheune und Seitengebäude eines Dreiseithofes | Hauptstraße 38 (Karte)                                                         | Bezeichnet mit 1892                                                                                       | Hohlweg zur Hufe noch vorhanden, baugeschichtlich von Bedeutung | 09225438 |
|                                         | Wohnhaus | Hauptstraße 39 (Karte)                                                         | Ende 19. Jahrhundert                                                                                      | Obergeschoss Fachwerk, baugeschichtlich von Bedeutung, Dachdeckung Schiefer mit drei Dachhäuschen, Giebel verschiefert | 09225439 |
| Weitere Bilder                          | Wohnhaus (Umgebinde) | Hauptstraße 42 (Karte)                                                         | Mitte 19. Jahrhundert                                                                                     | Giebel Fachwerk, zum Teil verbrettert, bau- und sozialgeschichtlich von Bedeutung, Dachdeckung Biberschwanz | 09225441 |
| Weitere Bilder                          | Wohnhaus (Umgebinde), Einfriedung und zum Grundstück führende Granitsteinbrücke                                                                                          | Hauptstraße 43 (Karte)                                                         | 2. Hälfte 19. Jahrhundert                                                                                 | Obergeschoss Fachwerk, bau- und sozialgeschichtlich von Bedeutung, gefährdet, Dachdeckung Schiefer, DDR-Kreisdenkmalliste Nummer 36. Brücke als Steindecker nicht als Technisches Denkmal geführt. | 09225442 |
| Weitere Bilder                          | Wohnhaus (Umgebinde), dazu Einfriedung | Hauptstraße 44 (Karte)                                                         | Mitte 19. Jahrhundert                                                                                     | Bau- und sozialgeschichtlich von Bedeutung, originale Fenster, Dachdeckung Schiefer | 09225443 |
| Weitere Bilder                          | Wohnhaus (Umgebinde) | Hauptstraße 46 (Karte)                                                         | 2. Hälfte 19. Jahrhundert                                                                                 | Obergeschoss zum Teil Fachwerk, bau- und sozialgeschichtlich von Bedeutung, vergrößerte Fenster, Giebel verbrettert | 09225444 |
| Weitere Bilder                          | Wohnhaus (Umgebinde) und Einfriedung mit Ladeneinbau | Hauptstraße 47 (Karte)                                                         | Bezeichnet mit 1820 (Zaunsäule)                                                                           | Obergeschoss Fachwerk verschiefert, baugeschichtlich und sozialgeschichtlich von Bedeutung, originale Fenster, Dachdeckung Schiefer mit großem Dachhecht, letztes Joch der Blockstube geht über den Türsturz, DDR-Kreisdenkmalliste Nummer 37 | 09225446 |
|                                         | Ufermauern nördliches Cunewalder Wasser mit integrierten Granitzaunspfosten, Schöpfstellen (bei Nr. 49 und 51)                                                           | Hauptstraße 47, 49, 51, 53, 55 (Karte)                                         | 19. Jahrhundert                                                                                           | Weitgehend ungestörter und authentisch erhaltener Mauerabschnitt im Dorfkern von wichtiger ortsbildprägender Bedeutung | 09305380 |
|                                         | Wohnhaus mit Ladeneinbau (Kreuz-Apotheke) in offener Bebauung | Hauptstraße 50 (Karte)                                                         | 4. Viertel 19. Jahrhundert                                                                                | Putzbau mit Stockgesimsen und Fensterüberdachungen, baugeschichtlich von Bedeutung, Umbauten der 1920er/1930er Jahre | 09225445 |
|                                         | Wohnhaus mit Postamt, dazu Einfriedung | Hauptstraße 55 (Karte)                                                         | 1920er Jahre                                                                                              | Baugeschichtlich von Bedeutung, originaler Jugendstil-Schriftzug, originaler Putz, Fensterläden, originale Fenster und Gitter, Mansardwalmdach | 09225447 |
|                                         | Wohnhaus und Einfriedung | Hauptstraße 57 (Karte)                                                         | 4. Viertel 19. Jahrhundert                                                                                | Straßenbildprägend von Bedeutung, massiv, ziegelverblendet, Dachdeckung Biberschwanz | 09225448 |
| Weitere Bilder                          | Wohnhaus (Umgebinde) mit Rückgebäude | Hauptstraße 62 (Karte)                                                         | Um 1800                                                                                                   | Obergeschoss Fachwerk, Giebel verschiefert, Deckenmalerei im Obergeschoss, originale Inneneinrichtung, baugeschichtlich und sozialgeschichtlich von Bedeutung, originale Fenster und Tür, DDR-Kreisdenkmalliste Nummer 38 | 09225450 |
|                                         | Wohnhaus und Nebengebäude (Neuapostolische Kirche) | Hauptstraße 66 (Karte)                                                         | Um 1880                                                                                                   | Baugeschichtlich von Bedeutung, mit überhöhten Risaliten, Putzgliederung, Balkon erneuert, originale Tür und Fenster | 09225451 |
|                                         | Ländliches Wohnhaus mit rückwärtigem Anbau und Handschwengelpumpe | Hauptstraße 68 (Karte)                                                         | 2. Hälfte 19. Jahrhundert                                                                                 | Baugeschichtlich von Bedeutung, originale Tür, Dach mit Biberschwanzdeckung, Giebel verbrettert | 09225452 |
|                                         | Ehemaliger Gasthof Goldenes Schiff (Umgebinde) mit Anbau | Hauptstraße 71 (Karte)                                                         | Mitte 19. Jahrhundert                                                                                     | Obergeschoss Fachwerk verschiefert, heute Wohnhaus, baugeschichtlich und ortsgeschichtlich von Bedeutung | 09225127 |
| Weitere Bilder                          | Wohnhaus (Umgebinde), Scheunenanbau und Produktionsgebäude (ehemaliges Erbgericht)                                                                                       | Hauptstraße 76 (Karte)                                                         | 2. Hälfte 19. Jahrhundert                                                                                 | Wohnhaus Obergeschoss Fachwerk, baugeschichtlich und ortsgeschichtlich von Bedeutung, Fachwerk verbrettert, mit Neo-Renaissancedekor, bezeichnet im Korbbogengewände, schmiedeeiserne Gitter, erneuerte Fenster, DDR-Kreisdenkmalliste Nummer 39. | 09225453 |
| Direkt Bild zu diesem Denkmal hochladen | Wohnhaus | Hauptstraße 77 (Karte)                                                         | 1762 (Auskunft)                                                                                           | Obergeschoss Fachwerk, ehemals Töpferei, baugeschichtlich von Bedeutung | 09225432 |
| Direkt Bild zu diesem Denkmal hochladen | Wohnhaus (Umgebinde) mit Anbau und Scheune | Hauptstraße 82 (Karte)                                                         | Bezeichnet mit 1838                                                                                       | Obergeschoss Fachwerk, baugeschichtlich von Bedeutung, Fachwerk verbrettert, Giebel verschiefert, Korbbogenportal bezeichnet, originale Tür, originale Fenster, Dachdeckung Biberschwanz mit Fledermausgaupen | 09225454 |
|                                         | Wohnhaus (Umgebinde) ohne massiven Anbau | Hauptstraße 83 (Karte)                                                         | Mitte 19. Jahrhundert                                                                                     | Ohne massiven Anbau, Obergeschoss Fachwerk, baugeschichtlich von Bedeutung, Dachdeckung Schiefer | 09225455 |
| Direkt Bild zu diesem Denkmal hochladen | Ehemalige Schule | Hauptstraße 85 (Karte)                                                         | 1. Hälfte 19. Jahrhundert                                                                                 | Eingeschossiger Massivbau, heute Wohnhaus, ortsgeschichtlich von Bedeutung, eine Tür original erhalten, Dachdeckung Biberschwanz mit Fledermausgaupen | 09225456 |
|                                         | Wohnhaus (Umgebinde) als zweiflügliges Gebäude im rechten Winkel, Werkstattgebäude sowie Brunnenschacht mit Granitplatten-Abdeckung und Granitplatten der Hofpflasterung | Hauptstraße 88 (Karte)                                                         | Mitte 19. Jahrhundert                                                                                     | Obergeschoss Fachwerk, mit Vorbau und Ladengeschäft, baugeschichtlich von Bedeutung, zum Teil originale Türen, originale Fenster, Hofpflasterung: großformatige längsrechteckige, direkt am Haus als Weg verlaufend und in Hofmitte annähernd quadratische Fläche im Bereich des Hauseingangs | 09225457 |
| Direkt Bild zu diesem Denkmal hochladen | Wohnhaus mit rückwärtigem Anbau | Hauptstraße 93 (Karte)                                                         | 1. Hälfte 19. Jahrhundert                                                                                 | Obergeschoss Fachwerk verputzt, Giebel verbrettert, baugeschichtlich von Bedeutung, Fenster erhalten | 09225129 |
| Direkt Bild zu diesem Denkmal hochladen | Wohnhaus in offener Bebauung | Hauptstraße 99 (Karte)                                                         | Um 1920                                                                                                   | Baugeschichtlich von Bedeutung, Fenster erhalten, Biberschwanzdeckung | 09225128 |
|                                         | Wohnhaus (Umgebinde) | Hauptstraße 104 (Karte)                                                        | Mitte 19. Jahrhundert                                                                                     | Obergeschoss Fachwerk, verschiefert, ohne zweigeschossigem Vorbau, baugeschichtlich von Bedeutung | 09225458 |
| Direkt Bild zu diesem Denkmal hochladen | Wohnstallhaus | Hauptstraße 110 (Karte)                                                        | Mitte 19. Jahrhundert, verändert                                                                          | Obergeschoss Fachwerk auf der linken Seite, baugeschichtlich von Bedeutung, Massivbau, zum Teil Granitgewände, Granitsockel, sehr gefährdet, Scheunenanbau schon eingefallen, Fenster erhalten, Schieferdeckung | 09224928 |
| Direkt Bild zu diesem Denkmal hochladen | Sachgesamtheit ehemaliger Weinberg, mit Aussichtsplattform | Hauptstraße 113, 117 (bei) (Karte)                                             | 18. Jahrhundert                                                                                           | Ortsgeschichtlich von Bedeutung (Gartendenkmal). Aussichtsplattform mit Grundmauern des westlichen Pavillons, von dem Weinberg ist heute nichts mehr zu erkennen, Wildwuchs, laut Informationstafel ließ 1729 Karl Gottlob von Ziegler und Klipphausen, Rittergutsbesitzer von Ober- und Mittelcunewalde, ein Lustschloss im barocken Stil erbauen, etwa 20 m lange Wandelgang ähnliche Bauten führten nach Osten und Westen zu Pavillons, einige Jahrzehnte Anbau Wein am Südhang, 1838 Lustschloss durch Brand vernichtet, später Abbruch der Ruine, nach 1955 Sanierung der Grundmauern des westlichen Pavillons und Errichtung einer Aussichtsplattform (kein Einzeldenkmal). | 09225508 |
| Direkt Bild zu diesem Denkmal hochladen | Wohnhaus (Umgebinde), Gartenhäuschen und Einfriedung | Hauptstraße 113 (Karte)                                                        | 2. Hälfte 19. Jahrhundert                                                                                 | Obergeschoss Fachwerk, Giebel verschiefert in blau-weißem Muster, baugeschichtlich von Bedeutung, Fenster erneuert | 09225131 |
| Weitere Bilder                          | Wohnstallhaus (Umgebinde) | Hauptstraße 114 (Karte)                                                        | Bezeichnet mit 1850 (Türsturz)                                                                            | Obergeschoss Fachwerk, verbrettert, baugeschichtlich von Bedeutung, sehr gefährdet, leer stehend, originale Fenster und Türen | 09225459 |
| Direkt Bild zu diesem Denkmal hochladen | Wohnstallhaus mit Scheune | Hauptstraße 116 (Karte)                                                        | Mitte 19. Jahrhundert                                                                                     | Baugeschichtlich von Bedeutung, gefährdet, massiver Putzbau, Dach mit Biberschwanzdeckung und Dachhecht | 09225460 |
| Direkt Bild zu diesem Denkmal hochladen | Schillergedenkstein | Hauptstraße 117 (bei) (Karte)                                                  | Bezeichnet mit 1905                                                                                       | Granitplatte mit Inschrift, ortsgeschichtlich von Bedeutung | 09225059 |
| Direkt Bild zu diesem Denkmal hochladen | Wohnhaus und Einfriedung | Hauptstraße 118 (Karte)                                                        | Bezeichnet mit 1815                                                                                       | Obergeschoss Fachwerk verschiefert, bezeichnet im Schlussstein des Türsturzes, baugeschichtlich von Bedeutung, Dachdeckung Biberschwanz mit fünf Fledermausgaupen | 09225132 |
| Direkt Bild zu diesem Denkmal hochladen | Ehemalige Schule | Hauptstraße 119 (Karte)                                                        | Um 1870                                                                                                   | Großer Bau mit überhöhtem, übergiebeltem Mittelrisalit, heute Wohnhaus, ortsgeschichtlich von Bedeutung, originale Tür und Fenster, Einfriedung mit Granitpfosten und Holzlattenzaun | 09225133 |
| Direkt Bild zu diesem Denkmal hochladen | Wohnhaus (Umgebinde) | Hauptstraße 123 (Karte)                                                        | 1. Hälfte 19. Jahrhundert                                                                                 | Eingangsbereich verbrettert, baugeschichtlich von Bedeutung, Fenster mit Winterfenstern original erhalten, DDR-Kreisdenkmalliste Nummer 40 | 09225134 |
| Direkt Bild zu diesem Denkmal hochladen | Wohnhaus, heute Gemeindeamt | Hauptstraße 124 (Karte)                                                        | 1930er Jahre                                                                                              | Baugeschichtlich von Bedeutung | 09225461 |
| Direkt Bild zu diesem Denkmal hochladen | Umgebindeteil eines Wohnhauses | Hauptstraße 125 (Karte)                                                        | 1. Hälfte 19. Jahrhundert                                                                                 | Obergeschoss Fachwerk verschiefert, baugeschichtlich von Bedeutung, linke Hausseite und Fenster verändert | 09225462 |
| Direkt Bild zu diesem Denkmal hochladen | Ländliches Wohnhaus mit Laden und Einfriedung | Hauptstraße 126 (Karte)                                                        | 2. Hälfte 19. Jahrhundert                                                                                 | Massiver Wohnbau mit Putzzier, mit Laden, baugeschichtlich von Bedeutung | 09225463 |
| Direkt Bild zu diesem Denkmal hochladen | Wohnhaus | Hauptstraße 127 (Karte)                                                        | 2. Hälfte 19. Jahrhundert, verändert                                                                      | Obergeschoss Fachwerk, verschiefert, baugeschichtlich von Bedeutung, gefährdet | 09225464 |
| Direkt Bild zu diesem Denkmal hochladen | Ländliches Wohnhaus | Hauptstraße 129 (Karte)                                                        | 2. Hälfte 19. Jahrhundert                                                                                 | Erdgeschoss gelber Ziegel, Giebel verschiefert, baugeschichtlich von Bedeutung | 09225135 |
|                                         | Wohnhaus (Umgebinde) und Einfriedung | Hauptstraße 130 (Karte)                                                        | Bezeichnet mit 1879                                                                                       | Obergeschoss Fachwerk, mit doppelter Blockstube, baugeschichtlich von Bedeutung, Fachwerk verschiefert, Türstock bezeichnet, Dach mit Dachhecht, originale Fensterbekleidungen, mit schmiedeeiserne Gittern, DDR-Kreisdenkmalliste Nummer 41 | 09225465 |
| Direkt Bild zu diesem Denkmal hochladen | Wohnhaus mit Vorlaube | Hauptstraße 131 (Karte)                                                        | 1. Hälfte 19. Jahrhundert                                                                                 | Obergeschoss Fachwerk, verbretterte Vorlaube, baugeschichtlich von Bedeutung | 09225466 |
|                                         | Wohnhaus (Umgebinde) mit Gaststätte Scharfe Ecke | Hauptstraße 133 (Karte)                                                        | 1. Hälfte 19. Jahrhundert                                                                                 | Obergeschoss Fachwerk, baugeschichtlich und ortsgeschichtlich von Bedeutung | 09225136 |
| Direkt Bild zu diesem Denkmal hochladen | Wohnhaus (Umgebinde) mit Ladeneinbau | Hauptstraße 136 (Karte)                                                        | 2. Hälfte 19. Jahrhundert                                                                                 | Obergeschoss Fachwerk, hölzernes Vorhäuschen, baugeschichtlich von Bedeutung, Dachhecht, Fenster zum Teil verändert | 09225467 |
| Direkt Bild zu diesem Denkmal hochladen | Bauernhof mit Wohnstallhaus, Scheune, Seitengebäude und Granitsteinpflasterung                                                                                           | Hauptstraße 137 (Karte)                                                        | 2. Hälfte 19. Jahrhundert                                                                                 | Baugeschichtlich von Bedeutung, originale Fenster, gefährdet, noch bewohnt | 09225137 |
| Direkt Bild zu diesem Denkmal hochladen | Ländliches Wohnhaus | Hauptstraße 138 (Karte)                                                        | 2. Hälfte 19. Jahrhundert                                                                                 | Mit hechtförmigem Dachausbau, baugeschichtlich von Bedeutung, sehr gefährdet, leer stehend | 09225468 |
| Direkt Bild zu diesem Denkmal hochladen | Wohnhaus (Umgebinde) und Scheune | Hauptstraße 141 (Karte)                                                        | Bezeichnet mit 1844                                                                                       | Wohnhaus Obergeschoss Fachwerk, Fachwerkscheune, baugeschichtlich von Bedeutung, Fachwerk verschiefert, bezeichnet im Türsturz, Dach mit Schieferdeckung, originale Fenster | 09225138 |
|                                         | Wohnhaus (Umgebinde) und Scheune eines Zweiseithofes | Hauptstraße 142 (Karte)                                                        | 2. Hälfte 19. Jahrhundert                                                                                 | Wohnhaus Obergeschoss Fachwerk, Fachwerkscheune, baugeschichtlich von Bedeutung, Dachdeckung Schiefer, gefährdet, Scheune einsturzgefährdet | 09225470 |
| Direkt Bild zu diesem Denkmal hochladen | Wohnhaus (Umgebinde) und Einfriedung | Hauptstraße 145 (Karte)                                                        | 2. Hälfte 19. Jahrhundert                                                                                 | Obergeschoss Fachwerk verschiefert, baugeschichtlich von Bedeutung, Dachhecht, Umgebinde mit Schiefer verkleidet, links verändert durch Garageneinbau und vergrößertes Fenster, DDR-Kreisdenkmalliste Nummer 42 | 09225139 |
| Direkt Bild zu diesem Denkmal hochladen | Wohnhaus (Umgebinde) und Holzscheune | Hauptstraße 146 (Karte)                                                        | 2. Hälfte 19. Jahrhundert                                                                                 | Obergeschoss Fachwerk, mit doppelter Blockstube, baugeschichtlich von Bedeutung, Dach mit Schieferdeckung und Dachhecht, originale Haustür, Fenster zum Teil erhalten, DDR-Kreisdenkmalliste Nummer 43 | 09225471 |
|                                         | Wohnhaus (Umgebinde) | Hauptstraße 147 (Karte)                                                        | 2. Hälfte 19. Jahrhundert                                                                                 | Obergeschoss Fachwerk, zum Teil verschiefert, baugeschichtlich von Bedeutung, Fenster erneuert | 09225140 |
| Direkt Bild zu diesem Denkmal hochladen | Wohnhaus (Umgebinde), dazu Einfriedung | Hauptstraße 148 (Karte)                                                        | 2. Hälfte 19. Jahrhundert                                                                                 | Baugeschichtlich von Bedeutung, Dach mit Schieferdeckung, DDR-Kreisdenkmalliste Nummer 44 | 09225472 |
| Direkt Bild zu diesem Denkmal hochladen | Wohnhaus (Umgebinde) mit Scheunenanbau und rückwärtigem Anbau | Hauptstraße 150 (Karte)                                                        | 2. Hälfte 19. Jahrhundert                                                                                 | Obergeschoss Fachwerk, baugeschichtlich von Bedeutung, originale Tür am Rückbau | 09225473 |
| Direkt Bild zu diesem Denkmal hochladen | Wohnhaus (Umgebinde) mit Ladenanbau, Granitpflasterung und Granitbank | Hauptstraße 152 (Karte)                                                        | Mitte 19. Jahrhundert                                                                                     | Obergeschoss Fachwerk, baugeschichtlich und straßenbildprägend von Bedeutung, Dach mit Biberschwanzdeckung (schwarz glasiert), zwei Dachhechte, Giebel verbrettert, DDR-Kreisdenkmalliste Nummer 45 | 09225474 |
| Direkt Bild zu diesem Denkmal hochladen | Wohnhaus (Umgebinde) mit Schuppenanbau und Stützmauer | Hauptstraße 153 (Karte)                                                        | Mitte 19. Jahrhundert                                                                                     | Obergeschoss Fachwerk, baugeschichtlich von Bedeutung, Fenster original erhalten, Dachdeckung Biberschwanz, DDR-Kreisdenkmalliste Nummer 46 | 09225475 |
| Direkt Bild zu diesem Denkmal hochladen | Mühlengebäude (ehemalige Ölmühle) | Hauptstraße 154 (Karte)                                                        | Bezeichnet mit 1845                                                                                       | Ortsbildprägende und wissenschaftlich-dokumentarische sowie ortsgeschichtliche Bedeutung, stattliches Fachwerkwohnhaus mit Krüppelwalmdach mit langgestrecktem Hecht und Giebelverschieferung, im Granittürstock bezeichnet mit 1845, Gebäude weitgehend originalgetreu wiederhergestellt | 09226882 |
| Weitere Bilder                          | Wohnhaus (Umgebinde) und Scheunenanbau | Hauptstraße 157 (Karte)                                                        | Bezeichnet mit 1839                                                                                       | Obergeschoss Fachwerk, mit doppelter Blockstube, baugeschichtlich von Bedeutung, DDR-Kreisdenkmalliste Nummer 47, Dach mit Biberschwanz gedeckt mit drei Fledermausgaupen, originale Fenster und Türen, gefährdet | 09225477 |
| Direkt Bild zu diesem Denkmal hochladen | Ländliches Wohnhaus | Hauptstraße 159 (Karte)                                                        | Mitte 19. Jahrhundert                                                                                     | Mit Umgebinde-Imitation in Putzzier, baugeschichtlich von Bedeutung, Giebel verschiefert (grün-weiß), Dach mit Biberschwanzdeckung | 09225478 |
| Direkt Bild zu diesem Denkmal hochladen | Wohnhaus (Umgebinde) | Hauptstraße 160 (Karte)                                                        | 2. Hälfte 19. Jahrhundert                                                                                 | Obergeschoss Fachwerk, baugeschichtlich von Bedeutung, zum Teil originale Fenster, zwei Fenster vergrößert | 09225479 |
| Direkt Bild zu diesem Denkmal hochladen | Wohnhaus mit rückwärtigem Anbau | Hauptstraße 168 (Karte)                                                        | Mitte 19. Jahrhundert                                                                                     | Obergeschoss Fachwerk, baugeschichtlich von Bedeutung, Fenster zum Teil erhalten | 09225480 |
| Direkt Bild zu diesem Denkmal hochladen | Wohnhaus mit Anbau | Hauptstraße 174 (Karte)                                                        | 1. Hälfte 19. Jahrhundert                                                                                 | Obergeschoss Fachwerk, baugeschichtlich von Bedeutung | 09225142 |
| Direkt Bild zu diesem Denkmal hochladen | Wohnhaus (Umgebinde) | Hauptstraße 176 (Karte)                                                        | Bezeichnet mit 1820, verändert                                                                            | Obergeschoss Fachwerk, verschiefert, baugeschichtlich von Bedeutung, Fenster verändert, DDR-Kreisdenkmalliste Nummer 48 | 09225143 |
| Direkt Bild zu diesem Denkmal hochladen | Wohnhaus (Umgebinde) mit Einfriedung | Hauptstraße 184 (Karte)                                                        | 1717 (Dendro)                                                                                             | Obergeschoss Fachwerk, Giebel verbrettert, baugeschichtlich von Bedeutung, originale Tür und Fenster, DDR-Kreisdenkmalliste Nummer 49 | 09225482 |
| Direkt Bild zu diesem Denkmal hochladen | Wohnhaus (Umgebinde) | Hauptstraße 185 (Karte)                                                        | 19. Jahrhundert                                                                                           | Obergeschoss Fachwerk, verschiefert, baugeschichtlich von Bedeutung, Biberschwanzdeckung, Dachhecht | 09225145 |
| Direkt Bild zu diesem Denkmal hochladen | Wohnhaus (Umgebinde) | Hauptstraße 188 (Karte)                                                        | Mitte 19. Jahrhundert                                                                                     | Obergeschoss Fachwerk, verschiefert, baugeschichtlich von Bedeutung, Dachdeckung mit Biberschwanz und Dachhecht, Fenster und Tür erhalten | 09225483 |
| Direkt Bild zu diesem Denkmal hochladen | Postgebäude, heute Wohnhaus | Hauptstraße 193 (Karte)                                                        | 2. Hälfte 19. Jahrhundert                                                                                 | Ortsgeschichtlich von Bedeutung, originale achtteilige Fenster | 09225484 |
|                                         | Wohnhaus (Umgebinde) | Hauptstraße 195 (Karte)                                                        | Bezeichnet mit 1853                                                                                       | Mit Kniestock, Türstock bezeichnet, baugeschichtlich von Bedeutung, Fenster verändert, Dachdeckung mit Biberschwanz | 09225485 |
| Direkt Bild zu diesem Denkmal hochladen | Wohnhaus (Umgebinde) | Hauptstraße 196 (Karte)                                                        | 1. Hälfte 19. Jahrhundert, verändert                                                                      | Obergeschoss Fachwerk, Giebel verbrettert, baugeschichtlich von Bedeutung, Dachdeckung Biberschwanz | 09225146 |
| Weitere Bilder                          | Wohnhaus (Umgebinde) und Seitengebäude | Hauptstraße 199 (Karte)                                                        | Bezeichnet mit 1854                                                                                       | Wohnhaus Obergeschoss Fachwerk, baugeschichtlich von Bedeutung, linke Seite Erdgeschoss massiv Granit, Obergeschoss Fachwerk, mit zwei Dachhechten, originale Haustür, schmiedeeiserne Gitter, zum Teil originale Fenster, DDR-Kreisdenkmalliste Nummer 50 | 09225147 |
| Direkt Bild zu diesem Denkmal hochladen | Wohnhaus | Hauptstraße 203 (Karte)                                                        | 2. Hälfte 19. Jahrhundert                                                                                 | Obergeschoss Fachwerk verschiefert, baugeschichtlich von Bedeutung, im Erdgeschoss Fenster vergrößert | 09225486 |
| Direkt Bild zu diesem Denkmal hochladen | Wohnhaus (Umgebinde) mit Vorlaube | Hauptstraße 206 (Karte)                                                        | 1. Hälfte 19. Jahrhundert                                                                                 | Obergeschoss Fachwerk, baugeschichtlich und sozialgeschichtlich von Bedeutung, sehr gefährdet, DDR-Kreisdenkmalliste Nummer 51, baugeschichtlich von Bedeutung. Umgebindehäuser prägen das Landschaftsbild der Oberlausitz. Dieses Objekt ist eines der wenigen mit aussagefähiger originaler Substanz erhaltenen Gebäude aus dem 17. Jahrhundert, wegen seiner unikaten Bauweise (ein auf Holzsäulen ruhender Laubenerker prägt den Charakter des Hauses) gilt das Haus als hervorragendes Beispiel der Volksbauweise in der Oberlausitz. An einer ursprünglich erhaltenen Straßenenge in unmittelbarer Nähe zum Dorfbach gelegen und mit weiteren historisch gewachsenem Gebäudebestand im Auenbereich bildet das Haus ein eindrucksvolles Ensemble, ein Foto von 1910 gilt als Beleg dafür, dass hier die „Königlich-Sächsische Legitimationsschein-Ausfertigungsstelle“ angesiedelt war. Zu DDR-Zeiten war das Gebäude abgewohnt und wurde seit den 1980er Jahren nicht mehr zu Wohnzwecken genutzt. Auf Grundlage des SächsDSchG 1993 kam es zu einer Neubewertung der Denkmale und in diesem Zusammenhang auch zur Unterschutzstellung dieses Hauses (aus: „Zum 2. Richtfest des Vorlaubenhauses in Cunewalde, Hauptstraße 206 am 28.11.1997“ von Arnd Matthes). | 09225148 |
| Direkt Bild zu diesem Denkmal hochladen | Wohnhaus (Umgebinde) und Einfriedung auf Bachmauern | Hauptstraße 208 (Karte)                                                        | 1. Hälfte 19. Jahrhundert                                                                                 | Baugeschichtlich und sozialgeschichtlich von Bedeutung, sehr gefährdet, noch bewohnt, originale Fenster und Tür, linke Hälfte verbrettert, Giebel verschiefert, baugeschichtlich von Bedeutung | 09225487 |
| Direkt Bild zu diesem Denkmal hochladen | Wohnhaus in offener Bebauung | Hauptstraße 209 (Karte)                                                        | 1920er Jahre                                                                                              | Mit Mansardwalmdach, baugeschichtlich von Bedeutung, Tür und Fenster original, Dachdeckung Biberschwanz | 09225488 |
| Direkt Bild zu diesem Denkmal hochladen | Wohnhaus in offener Bebauung | Hauptstraße 211 (Karte)                                                        | 1920er Jahre                                                                                              | Mit Mansardwalmdach, Zierfachwerk, baugeschichtlich von Bedeutung, Tür und Fenster original, Dachdeckung Biberschwanz, eine Tür zugemauert | 09225489 |
| Weitere Bilder                          | Wohnhaus (Umgebinde) mit rückwärtigem Anbau und Scheune | Hauptstraße 214 (Karte)                                                        | 2. Hälfte 19. Jahrhundert                                                                                 | Baugeschichtlich von Bedeutung, rechte Seite stark verändert | 09225491 |
| Direkt Bild zu diesem Denkmal hochladen | Wohnhaus in offener Bebauung | Hauptstraße 215 (Karte)                                                        | 1920er Jahre                                                                                              | Baugeschichtlich von Bedeutung | 09225150 |
| Direkt Bild zu diesem Denkmal hochladen | Mühlengebäude mit angebautem Wohnhaus über L-förmigem Grundriss (Hauptstraße 216), Seitengebäude (Am Bahndamm 5) und Trog, Anwesen in Ecklage                            | Hauptstraße 216 (Hauptanschrift Am Bahndamm 5) (Karte)                         | Um 1800 (Mühle); Ende 19. Jahrhundert (Lagerhaus); bezeichnet mit 1784 (Brunnentrog); um 1800 (Wohnhaus)  | Mühlenanwesen in Ecklage, im Ensemble mit den wasserbaulichen Anlagen und den regionaltypischen Steindeckerbrücken über das Cunewalder Wasser ortsbildprägend, baugeschichtlich und technikgeschichtlich von Bedeutung. | 09225390 |
|                                         | Wohnhaus (Umgebinde) mit Einfriedung | Hauptstraße 218 (Karte)                                                        | 1. Hälfte 19. Jahrhundert                                                                                 | Obergeschoss Fachwerk, baugeschichtlich von Bedeutung, Fenster verändert, Dachdeckung Biberschwanz | 09225492 |
| Direkt Bild zu diesem Denkmal hochladen | Wohnhaus (Umgebinde) | Hauptstraße 225 (Karte)                                                        | Bezeichnet mit 1802                                                                                       | Obergeschoss Fachwerk, verschiefert, bezeichnet im Türstock, baugeschichtlich und sozialgeschichtlich von Bedeutung, neuer unverputzter Anbau links, originale Fenster und Tür, gefährdet, DDR-Kreisdenkmalliste Nummer 52 | 09225151 |
| Weitere Bilder                          | Wohnhaus (Umgebinde) | Hauptstraße 229 (Karte)                                                        | Bezeichnet mit 1765 (Türstock)                                                                            | Obergeschoss Fachwerk, zwei Blockstuben, Giebel verbrettert, baugeschichtlich und sozialgeschichtlich von Bedeutung, Rückseite verändert, Biberschwanzdeckung, DDR-Kreisdenkmalliste Nummer 53 | 09225152 |
| Direkt Bild zu diesem Denkmal hochladen | Wohnhaus (Umgebinde) | Hauptstraße 231 (Karte)                                                        | 1. Hälfte 19. Jahrhundert                                                                                 | Obergeschoss Fachwerk, verschiefert, Dachhecht, baugeschichtlich und sozialgeschichtlich von Bedeutung, DDR-Kreisdenkmalliste Nummer 54, Fenster in der Blockstube einscheibig erneuert | 09225153 |
| Direkt Bild zu diesem Denkmal hochladen | Wohnhaus (Umgebinde) | Hauptstraße 233 (Karte)                                                        | Um 1850                                                                                                   | Obergeschoss Fachwerk, Giebel verschiefert, Obergeschoss traufseitig verputzt, baugeschichtlich und sozialgeschichtlich von Bedeutung, Biberschwanzdeckung | 09225154 |
| Direkt Bild zu diesem Denkmal hochladen | Wohnhaus mit Ladeneinbau | Hauptstraße 236 (Karte)                                                        | Ende 19. Jahrhundert                                                                                      | Originale Ladeneinrichtung mit Schaukästen und Markisen, baugeschichtlich von Bedeutung, Bau mit übergiebeltem Mittelrisalit | 09225493 |
|                                         | Wohnhaus (Umgebinde) mit Werkstattanbau | Hauptstraße 239 (Karte)                                                        | 2. Hälfte 19. Jahrhundert                                                                                 | Obergeschoss Fachwerk, baugeschichtlich von Bedeutung, DDR-Kreisdenkmalliste Nummer 55, Fenster in der Blockstube einscheibig erneuert, Obergeschoss mit vergrößerten Fenstern, linker Giebel verschiefert | 09225155 |
|                                         | Wohnhaus (Umgebinde) mit Anbau | Hauptstraße 246 (Karte)                                                        | 2. Hälfte 19. Jahrhundert                                                                                 | Obergeschoss Fachwerk, verputzt, baugeschichtlich und sozialgeschichtlich von Bedeutung, Dach mit Biberschwanzdeckung, Fledermausgaupe, Rückseite Obergeschoss verschiefert | 09225494 |
| Direkt Bild zu diesem Denkmal hochladen | Polenzsches Rittergut und Gutspark mit Polenzdenkmal (Sachgesamtheit) | Hauptstraße 249, 251, 253, 255 (Karte)                                         | 1790 bis 1910                                                                                             | Sachgesamtheit Polenzsches Rittergut mit folgenden Einzeldenkmalen: Gutsverwalterhaus, Gutsscheune, Pferdestall, Wirtschaftsgebäude (Stall), östlicher Trakt des Wirtschaftshofes, Brunnentrog mit Einfriedung und Denkmal für Wilhelm von Polenz (siehe Obj. 09225157), Gutspark mit Fischteichen (Gartendenkmal, 1880 nach einem Entwurf von Johann Carl Friedrich Bouché angelegt) sowie zwei weiteren Wirtschaftsgebäuden und Resten der Einfriedung als Sachgesamtheitsteile; ortsgeschichtlich von Bedeutung [zwei Gebäude im nördlichen Bereich besitzen keinen Denkmalwert]. Teile der Hofanlage wurden bereits saniert, teilweise ist Bausubstanz noch sehr gefährdet, Parkanlage wurde schon rekultiviert. | 09301384 |
| Direkt Bild zu diesem Denkmal hochladen | Wirtschaftsgebäude (Stall, Einzeldenkmal zu ID-Nr. 09301384) | Hauptstraße 249 (Karte)                                                        | Um 1870                                                                                                   | Einzeldenkmal der Sachgesamtheit Polenzsches Rittergut; ortsgeschichtlich, baugeschichtlich und personengeschichtlich von Bedeutung, eingeschossiger verputzter Bruchsteinbau mit Satteldach und zwei Fledermausgaupen | 09225157 |
| Direkt Bild zu diesem Denkmal hochladen | Gutsverwalterhaus (Einzeldenkmal zu ID-Nr. 09301384) | Hauptstraße 251 (Karte)                                                        | Um 1800                                                                                                   | Einzeldenkmal der Sachgesamtheit Polenzsches Rittergut; ortsgeschichtlich, baugeschichtlich und personengeschichtlich von Bedeutung, zweigeschossiger verputzter Bruchsteinbau mit Krüppelwalmdach und Fledermausgaupen | 09225157 |
| Direkt Bild zu diesem Denkmal hochladen | Gutsscheune (Einzeldenkmal zu ID-Nr. 09301384) | Hauptstraße 255                                                                | Um 1910                                                                                                   | Einzeldenkmal der Sachgesamtheit Polenzsches Rittergut; ortsgeschichtlich, baugeschichtlich und personengeschichtlich von Bedeutung, Bruchsteinbau mit Klinkerschmuckfassade an Längs- und Giebelseite, Lisenengliederung, Satteldach mit Fledermausgaupen | 09225157 |
| Direkt Bild zu diesem Denkmal hochladen | Pferdestall (Einzeldenkmal zu ID-Nr. 09301384) | Hauptstraße 249, 251, 255, bei 260 (Karte)                                     | Um 1870                                                                                                   | Einzeldenkmal der Sachgesamtheit Polenzsches Rittergut; ortsgeschichtlich, baugeschichtlich und personengeschichtlich von Bedeutung, Putzbau mit Drempel, Satteldach, zwei Dachhäuschen | 09225157 |
| Direkt Bild zu diesem Denkmal hochladen | Östlicher Trakt des Wirtschaftshofes (Einzeldenkmal zu ID-Nr. 09301384)                                                                                                  | Hauptstraße 249, 251, 255, bei 260 (Karte)                                     | 19. Jahrhundert                                                                                           | Einzeldenkmal der Sachgesamtheit Polenzsches Rittergut; ortsgeschichtlich, baugeschichtlich und personengeschichtlich von Bedeutung, mehrfach aneinandergereihte kleine Gebäude, teilweise im Obergeschoss Fachwerk, Torhäuschen mit Tordurchfahrt und Welscher Haube | 09225157 |
| Direkt Bild zu diesem Denkmal hochladen | Brunnentrog mit Einfriedung (Einzeldenkmal zu ID-Nr. 09301384) | Hauptstraße 249, 251, 255, bei 260                                             | Bezeichnet mit 1790 (Brunnentrog); bezeichnet mit 1808 (Einfriedung)                                      | Einzeldenkmal der Sachgesamtheit Polenzsches Rittergut; ortsgeschichtlich, baugeschichtlich und personengeschichtlich von Bedeutung, Einfriedung mit Durchsteckpfosten (ein Pfosten mit Spruch) | 09225157 |
|                                         | Denkmal für Wilhelm von Polenz (Einzeldenkmal zu ID-Nr. 09301384) | Hauptstraße 249, 251, 255, bei 260 (Karte)                                     | Um 1909, laut Auskunft                                                                                    | Einzeldenkmal der Sachgesamtheit Polenzsches Rittergut; ortsgeschichtlich, baugeschichtlich und personengeschichtlich von Bedeutung, Bronzerelief an Feldstein | 09225157 |
|                                         | Wohnhaus (Umgebinde) mit Einfriedung | Hauptstraße 250 (Karte)                                                        | Mitte 19. Jahrhundert                                                                                     | Giebel Fachwerk, bau- und sozialgeschichtlich von Bedeutung, DDR-Kreisdenkmalliste Nummer 56, originale Fenster und Tür | 09225496 |
| Direkt Bild zu diesem Denkmal hochladen | Schulgebäude | Hauptstraße 252 (Karte)                                                        | Um 1800                                                                                                   | Baugeschichtlich und ortsgeschichtlich von Bedeutung, originale Fenster und Tür, Krüppelwalmdach mit originaler Biberschwanzdeckung und Fledermausgaupen, Vortreppe | 09225497 |
| Direkt Bild zu diesem Denkmal hochladen | Wohnhaus (Umgebinde) mit Scheune | Hauptstraße 254 (Karte)                                                        | Bezeichnet mit 1795                                                                                       | Wohnhaus Obergeschoss Fachwerk, bau- und sozialgeschichtlich von Bedeutung, Fachwerk, zum Teil verputzt, Giebel verschiefert, Türstock bezeichnet, Frackdach | 09225498 |
| Direkt Bild zu diesem Denkmal hochladen | Ehemaliges Gemeindeamt, heute Wohnhaus | Hauptstraße 260 (Karte)                                                        | Bezeichnet mit 1927                                                                                       | Heute Wohnhaus, ortsgeschichtlich von Bedeutung, mit originaler Tür und Fenstern, Fensterläden, Dach mit Biberschwanzdeckung | 09225499 |
| Direkt Bild zu diesem Denkmal hochladen | Bushaltestellenhäuschen | Hauptstraße 260 (bei) (Karte)                                                  | 2. Viertel 20. Jahrhundert                                                                                | Verkehrsgeschichtlich von Bedeutung | 09225065 |
| Direkt Bild zu diesem Denkmal hochladen | Basaltdenkmal | Hauptstraße 260 (bei) (Karte)                                                  | 20. Jahrhundert                                                                                           | Gruppe von Basaltsteinen aneinander gestellt an einer Eiche, ortsgeschichtlich von Bedeutung | 09225061 |
|                                         | Wohnstallhaus (Umgebinde) mit rückwärtigem Anbau und Scheune | Hohlweg 1 (Karte)                                                              | 1. Hälfte 19. Jahrhundert                                                                                 | Obergeschoss Fachwerk, baugeschichtlich von Bedeutung, Dach des Wohnhauses und der Scheune mit Biberschwanzdeckung, Giebel verbrettert, granitene Gewände, DDR-Kreisdenkmalliste Nummer 57, ein Fenster vergrößert, gefährdet | 09224930 |
| Direkt Bild zu diesem Denkmal hochladen | Wohnhaus (Umgebinde) eines ehemaligen Dreiseithofes mit rückwärtigem Anbau                                                                                               | Hoppebergweg 4 (Karte)                                                         | 2. Hälfte 19. Jahrhundert, verändert                                                                      | Baugeschichtlich von Bedeutung, schmiedeeiserne Fenstergitter | 09225500 |
| Direkt Bild zu diesem Denkmal hochladen | Wohnhaus (Umgebinde) und Scheune, dazu Brunnenanlage auf dem Hof | Hoppebergweg 6 (Karte)                                                         | Bezeichnet mit 1799                                                                                       | Wohnhaus Obergeschoss Fachwerk, baugeschichtlich von Bedeutung. DDR-Kreisdenkmalliste Nummer 58, originale Tür, rechts im Erdgeschoss Granitgewände mit schmiedeeisernem Gitter. Brunnen Technisches Denkmal. | 09225159 |
| Direkt Bild zu diesem Denkmal hochladen | Wohnhaus (Umgebinde) | Hoppebergweg 8 (Karte)                                                         | 2. Hälfte 19. Jahrhundert                                                                                 | Obergeschoss Fachwerk, grün-blau verschiefert, baugeschichtlich von Bedeutung, DDR-Kreisdenkmalliste Nummer 59, Fenster zum Teil noch erhalten, neue Haustür | 09225160 |
| Direkt Bild zu diesem Denkmal hochladen | Wohnhaus (Umgebinde) | Hoppebergweg 9 (Karte)                                                         | 2. Hälfte 19. Jahrhundert                                                                                 | Giebel verschiefert, baugeschichtlich von Bedeutung | 09225161 |
| Direkt Bild zu diesem Denkmal hochladen | Linke Hälfte eines Doppelhauses mit Vorlaube | Hoppebergweg 17 (Karte)                                                        | 2. Hälfte 19. Jahrhundert                                                                                 | Eingeschossig, verbrettert, baugeschichtlich von Bedeutung, sehr gefährdet, leer stehend, originale Haustür und Fenster | 09225162 |
| Direkt Bild zu diesem Denkmal hochladen | Wohnstallhaus, Auszugshaus und Scheune eines Dreiseithofes | Hoppebergweg 19 (Karte)                                                        | Bezeichnet mit 1819                                                                                       | Baugeschichtlich von Bedeutung, Wohnstallhaus Korbbogenportal bezeichnet, Dachdeckung Biberschwanz mit Fledermausgaupen, DDR-Kreisdenkmalliste Nummer 60 | 09225163 |
| Direkt Bild zu diesem Denkmal hochladen | Wohnstallhaus (Umgebinde) | Hoppebergweg 35 (Karte)                                                        | 2. Hälfte 19. Jahrhundert                                                                                 | Obergeschoss Fachwerk, verschiefert, Dachhecht, originale Haustür erhalten, baugeschichtlich von Bedeutung | 09225164 |
| Direkt Bild zu diesem Denkmal hochladen | Wohnhaus und Nebengebäude | Hoppebergweg 39 (Karte)                                                        | 1. Hälfte 19. Jahrhundert                                                                                 | Beide Gebäude Obergeschoss Fachwerk, baugeschichtlich von Bedeutung, mansardartiger Dachausbau, Obergeschoss verschiefert, zum Teil Fenster erhalten, Dachdeckung Schiefer, Nebengebäude Obergeschoss verschiefert, Wohnhaus ehemaliges Umgebindehaus mit zwei Blockstuben, beide vollständig hinter äußerer Vormauerung erhalten, die Umgebindekonstruktion teilweise | 09225165 |
| Direkt Bild zu diesem Denkmal hochladen | Wohnhaus (Umgebinde) | Hoppebergweg 43 (Karte)                                                        | Ende 19. Jahrhundert                                                                                      | Obergeschoss Fachwerk, Dachhäuschen, baugeschichtlich von Bedeutung, originale Haustür, Fenster, Schieferdeckung, DDR-Kreisdenkmalliste Nummer 61 | 09225166 |
| Direkt Bild zu diesem Denkmal hochladen | Spritzenhaus mit Schuppenanbau | Kalkofenstraße (Karte)                                                         | 1. Hälfte 20. Jahrhundert                                                                                 | Ortsgeschichtlich von Bedeutung, verputzt, Dach mit originaler Biberschwanzdeckung | 09225167 |
| Direkt Bild zu diesem Denkmal hochladen | Wohnhaus (Umgebinde) und Scheune | Kalkofenstraße 11 (Karte)                                                      | 1. Hälfte 19. Jahrhundert                                                                                 | Wohnhaus Obergeschoss Fachwerk, verschiefert, baugeschichtlich von Bedeutung, Dachdeckung Schiefer, DDR-Kreisdenkmalliste Nummer 62, Fenster erneuert | 09225168 |
| Weitere Bilder                          | Friedhof Cunewalde (Sachgesamtheit) | Kirchweg (Karte)                                                               | 1601–1928                                                                                                 | Sachgesamtheit Friedhof Cunewalde mit folgenden Einzeldenkmalen: Schmeiss’sche Begräbniskapelle, Polenz-Gruft, 24 Grabmale, Lutherstein, Denkmal für die Gefallenen des Krieges von 1870/71 und des Ersten Weltkrieges sowie Toilettenhäuschen (siehe Obj. 09225375), Friedhofsgestaltung (Gartendenkmal) und der Einfriedung als Sachgesamtheitsteil; ortsgeschichtlich von Bedeutung | 09225376 |
|                                         | Schmeiss’sche Begräbniskapelle (Einzeldenkmal zu ID-Nr. 09225376) | Kirchweg, auf dem Friedhof (Karte)                                             | 1800–1801                                                                                                 | Einzeldenkmal der Sachgesamtheit Friedhof Cunewalde; baugeschichtlich und ortsgeschichtlich von Bedeutung, mit rechteckigem Saal, Apsis, Dachreiter, Untergeschoss Leichenhalle mit preußischer Kappe, Architekt Quentin (Auskunft) | 09225375 |
|                                         | Polenz-Gruft (Einzeldenkmal zu ID-Nr. 09225376) | Kirchweg, auf dem Friedhof (Karte)                                             | 1802 | Einzeldenkmal der Sachgesamtheit Friedhof Cunewalde; baugeschichtlich und ortsgeschichtlich von Bedeutung, eingeschossiges Grufthaus, Ruhestätte des Cunewalder Schriftstellers Wilhelm von Polenz (geboren 1861, gestorben 1903) | 09225375 |
| Weitere Bilder                          | 24 Grabmale (Einzeldenkmal zu ID-Nr. 09225376) | Kirchweg, auf dem Friedhof (Karte)                                             | 17. Jahrhundert bis 1954                                                                                  | Einzeldenkmale der Sachgesamtheit Friedhof Cunewalde; baugeschichtlich und ortsgeschichtlich von Bedeutung. - Zwei Sandsteingrabmale der Familie Jeremies, Karl Traugott Jeremies (1858–1886), Carl Gottlieb Jeremies (1825–1883) - Drei Sandsteingrabmale der Familie Zimmer mit figürlichen Bekrönungen, Johanne Sophie Zimmer (1852–1931) und Carl Friedrich Zimmer (1873–1928) - Drei Grabmale aus schwarzgrünem Granit, Leinwandfabrikant, Johann Gottlieb Rätze (1823–1883), Johanne Christiane Rätze (1829–1910), Leinwandfabrikant Carl Gottlieb Rätze (1850–1901) - Grabmal Carl Emil Große (1857–1887), Fabrikant aus Cunewalde, grauer Granit mit floralen Verzierungen und Meandermuster - Grabmal Familie Georg Heymann (1874–1954), Fleischermeister, schwarzer polierter Granit, Bekrönung durch Kreuz, seitlich flankiert von zwei Vasen - Neun barocke, stark angewitterte Sandsteingrabplatten an der Friedhofsmauer, wappenartige Gestaltung mit Vanitasmotiven in den Zwickeln, 17./18. Jahrhundert, ein Grabmal mit Mädchenfigur, deren rechte Hand auf einem Schädel liegt (Johanna Elisabeth von Riedinger, gestorben 1696) - Grabmal Feldmarschall-Leutnant Freiherr von Ziegler und Klipphausen (geboren 1824, gestorben 1907) - Klassizistisches Grabmal, Gottlieb (1770–1850?) und Hanna Kriesel (1770–?) Grabmale, die vor dem Eingang zum Friedhof stehen, aber auch zur Sachgesamtheit gehören: - Biedermeierliches Grabmal, Traugott Wertschitzky(?) (1772–1836) und Fr. Joh. Christiana, geborene Willner (1769–1843) - Grabmal Karl August Kalauch (1838–1865), Sandsteinkubus mit Blumenkorb im unteren Bereich - Grabmal Karl August Hebold (1836–1885), Mühlenbesitzer in Obercunewalde, Sandstein | 09225375 |
|                                         | Lutherstein (Einzeldenkmal zu ID-Nr. 09225376) | Kirchweg, auf dem Friedhof (Karte)                                             | 1800–1801 (Friedhofskapelle); 1802 (Grufthaus); nach 1928 (Kriegerdenkmal 1. Weltkrieg)                   | Einzeldenkmal der Sachgesamtheit Friedhof Cunewalde; baugeschichtlich und ortsgeschichtlich von Bedeutung, Gedenkstein zur Pflanzung einer Luthereiche, Inschrift: „1517-1917 Luther-Eiche 1483–1933“, Granitstein mit Lutherrose und Herz | 09225375 |
| Direkt Bild zu diesem Denkmal hochladen | Denkmal für die Gefallenen des Krieges von 1870/71 (Einzeldenkmal zu ID-Nr. 09225376)                                                                                    | Kirchweg, auf dem Friedhof                                                     | 2. Hälfte 19. Jahrhundert                                                                                 | Einzeldenkmal der Sachgesamtheit Friedhof Cunewalde; baugeschichtlich und ortsgeschichtlich von Bedeutung, Obelisk | 09225375 |
|                                         | Denkmal für die Gefallenen des Ersten Weltkrieges (Einzeldenkmal zu ID-Nr. 09225376)                                                                                     | Kirchweg, auf dem Friedhof                                                     | 1929 | Einzeldenkmal der Sachgesamtheit Friedhof Cunewalde; baugeschichtlich und ortsgeschichtlich von Bedeutung. Trauernde Frau (Bronzeguss) auf Granit-Postament (Replik von 1929), halbe Größe des Originals „Trauernde“ von Benno Elkan aus dem Jahre 1925 in Völklingen. Original schwarzer, polierter Odenwaldgranit, Replik in Bronze entstanden. | 09225375 |
| Direkt Bild zu diesem Denkmal hochladen | Toilettenhäuschen (Einzeldenkmal zu ID-Nr. 09225376) | Kirchweg, auf dem Friedhof                                                     | Um 1910                                                                                                   | Einzeldenkmal der Sachgesamtheit Friedhof Cunewalde; baugeschichtlich und ortsgeschichtlich von Bedeutung, Toilettenhäuschen für die Kirchgänger, verbrettert, Schindeldach | 09225375 |
|                                         | Wohnhaus (Umgebinde) | Kirchweg 2 (Karte)                                                             | 1. Hälfte 19. Jahrhundert                                                                                 | Obergeschoss Fachwerk, verschiefert, Dachhecht, originale Haustür und Fenster, baugeschichtlich und straßenbildprägend von Bedeutung | 09225169 |
| Weitere Bilder                          | Kirche Cunewalde | Kirchweg 3 (Karte)                                                             | 1780–1793                                                                                                 | Mit rechteckigem Saal und Westturm, dreifache Emporenanlage im Inneren, imposantes barockes Bauwerk, größte Dorfkirche Deutschlands, baugeschichtlich und ortsgeschichtlich von Bedeutung | 09225372 |
| Weitere Bilder                          | Wohnhaus (Umgebinde) | Kirchweg 4 (Karte)                                                             | Bezeichnet mit 1811                                                                                       | Obergeschoss Fachwerk, zum Teil verbrettert, Dach mit vier Dachhäuschen, Türstock bezeichnet, baugeschichtlich und hausgeschichtlich von Bedeutung | 09225170 |
|                                         | Wohnhaus (Diakonie) | Kirchweg 5 (Karte)                                                             | 4. Viertel 19. Jahrhundert                                                                                | Massivbau verputzt, ortsgeschichtlich von Bedeutung | 09225224 |
|                                         | Ehemalige Schule und Nebengebäude | Kirchweg 8 (Karte)                                                             | 1831 | Baugeschichtlich und ortsgeschichtlich von Bedeutung, Nebengebäude Feldstein | 09225377 |
|                                         | Wohnhaus | Kirchweg 9 (Karte)                                                             | Bezeichnet mit 1865                                                                                       | Obergeschoss Fachwerk verbrettert, baugeschichtlich von Bedeutung. | 09225381 |
|                                         | Ehemalige Goetheschule | Kirchweg 10 (Karte)                                                            | Um 1900                                                                                                   | Mit überhöhtem Mittelrisalit, baugeschichtlich und ortsgeschichtlich von Bedeutung | 09225378 |
|                                         | Wohnhaus in offener Bebauung und Nebengebäude | Kirchweg 11 (Karte)                                                            | Bezeichnet mit 1842                                                                                       | Baugeschichtlich von Bedeutung, Wohnhaus mit repräsentativem Korbbogenportal bezeichnet, Biberschwanzdeckung mit Fledermausgaupen | 09225380 |
|                                         | Wohnhaus (Umgebinde), Scheune und Seitengebäude eines Dreiseithofes, dazu Granitbank                                                                                     | Kirchweg 16 (Karte)                                                            | Bezeichnet mit 1836, Scheune und Nebengebäude jünger                                                      | Wohnhaus Obergeschoss Fachwerk, baugeschichtlich und sozialgeschichtlich von Bedeutung, DDR-Kreisdenkmalliste Nummer 64, Wohnstallhaus Korbbogentür bezeichnet | 09225379 |
| Direkt Bild zu diesem Denkmal hochladen | Wohnhaus im Heimatstil | Kirchweg 19 (Karte)                                                            | 1920er Jahre                                                                                              | Mit seitlichem, übergiebeltem Risaliten, baugeschichtlich von Bedeutung, Mansarddach mit Biberschwanzdeckung, Fenster erneuert, neuere Anbauten auf der Rückseite | 09224931 |
| Direkt Bild zu diesem Denkmal hochladen | Ländliches Wohnhaus mit Werkstattanbau und Nebengebäude (Fachwerk) | Kirchweg 20 (Karte)                                                            | 4. Viertel 19. Jahrhundert                                                                                | Baugeschichtlich von Bedeutung | 09225382 |
|                                         | Wohnhaus (Umgebinde) | Kirchweg 23 (Karte)                                                            | 2. Hälfte 19. Jahrhundert                                                                                 | Obergeschoss Fachwerk, baugeschichtlich und sozialgeschichtlich von Bedeutung, originale Fenster und Tür, schwarzglasierte Biberschwanzdeckung, DDR-Kreisdenkmalliste Nummer 66 | 09225501 |
| Direkt Bild zu diesem Denkmal hochladen | Wohnhaus in offener Bebauung | Kirchweg 28 (Karte)                                                            | 1920er Jahre                                                                                              | Mit Klinkern verkleidet, baugeschichtlich von Bedeutung | 09225384 |
| Direkt Bild zu diesem Denkmal hochladen | Ländliches Wohnhaus | Kirchweg 32 (Karte)                                                            | 4. Viertel 19. Jahrhundert                                                                                | Mit Ladengeschäft und Mittelgiebel, massive Bauweise, baugeschichtlich von Bedeutung, Türen und Fenster zum Teil erhalten, Rückseite verändert | 09224932 |
|                                         | Wohnhaus (Umgebinde), Produktionsgebäude und Schornstein des Sägewerkes Albert Leuner                                                                                    | Klipphausen 1 (Karte)                                                          | Bezeichnet mit 1823                                                                                       | Wohnhaus Obergeschoss Fachwerk verbrettert, baugeschichtlich und ortsgeschichtlich von Bedeutung, originale Tür im Umgebindewohnhaus, Fachwerk verbrettert, bezeichnet im Türstock, im Obergeschoss vergrößerte Fenster, DDR-Kreisdenkmalliste Nummer 67 | 09225257 |
| Direkt Bild zu diesem Denkmal hochladen | Wohnhaus (Umgebinde) mit massivem Anbau (ehemalige Gaststätte Klipphausen)                                                                                               | Klipphausen 5 (Karte)                                                          | Mitte 19. Jahrhundert, verändert                                                                          | Eingeschossig, mit Dachausbau, baugeschichtlich von Bedeutung, Schieferdeckung mit Dachhecht, Fenster zum Teil erhalten | 09225258 |
| Direkt Bild zu diesem Denkmal hochladen | Wohnhaus (Umgebinde) | Klipphausen 9 (Karte)                                                          | 1. Hälfte 19. Jahrhundert                                                                                 | Obergeschoss Fachwerk zum Teil verbrettert, baugeschichtlich von Bedeutung, Biberschwanzdeckung, Fenster zum Teil vergrößert | 09225259 |
| Direkt Bild zu diesem Denkmal hochladen | Wohnstallhaus und Scheune | Klipphausen 18 (Karte)                                                         | 2. Hälfte 19. Jahrhundert                                                                                 | Obergeschoss Fachwerk, linker Giebel verschiefert, Scheune Fachwerk, baugeschichtlich und wirtschaftsgeschichtlich von Bedeutung, sehr gefährdet, rechter Giebel schon zerstört, Fenster zum Teil erhalten, Haustür erhalten | 09225260 |
| Direkt Bild zu diesem Denkmal hochladen | Wohnhaus mit Umgebindeimitation mit hinterem Anbau | Klipphausen 19 (Karte)                                                         | 2. Hälfte 19. Jahrhundert                                                                                 | Eingeschossig, Giebel Fachwerk, baugeschichtlich von Bedeutung, Biberschwanzdeckung, Dachhecht | 09225261 |
| Direkt Bild zu diesem Denkmal hochladen | Wohnhaus (Umgebinde) mit rückwärtigem massiven Anbau, westliches Seitengebäude und winklige Scheune eines Bauernhofes                                                    | Klipphausen 24 (Karte)                                                         | Mitte 19. Jahrhundert                                                                                     | Wohnhaus Obergeschoss ornamental verschiefert, Seitengebäude Obergeschoss Fachwerk, Scheune Bruchstein, baugeschichtlich und wirtschaftsgeschichtlich von Bedeutung, originale Fenster und Türen, kleines Nebengebäude an der Südseite des Fachwerk-Seitengebäudes ist abgebrochen | 09225263 |
| Direkt Bild zu diesem Denkmal hochladen | Wohnhaus (Umgebinde) | Klipphausen 25 (Karte)                                                         | 1. Hälfte 19. Jahrhundert                                                                                 | Eingeschossig, Giebel Fachwerk, baugeschichtlich und sozialgeschichtlich von Bedeutung, Blockstube zwischen den Säulen verputzt, mit zweigeschossigem Rückbau (Fachwerk) | 09225264 |
| Direkt Bild zu diesem Denkmal hochladen | Wohnstallhaus (Umgebinde) eines Dreiseithofes | Klipphausen 26 (Karte)                                                         | Bezeichnet mit 1882                                                                                       | Obergeschoss Fachwerk verschiefert in blau-weißem Muster mit roter Kante, baugeschichtlich von Bedeutung, Fenster zum Teil original erhalten, Fenster in der Blockstube verändert, Dach mit rotem Schiefer gedeckt, Dachhecht | 09225265 |
| Direkt Bild zu diesem Denkmal hochladen | Wohnhaus (Umgebinde) und Scheune | Klipphausen 29 (Karte)                                                         | Bezeichnet mit 1851                                                                                       | Obergeschoss Fachwerk verschiefert, Scheune verbrettert, mit Dachhecht, baugeschichtlich und wirtschaftsgeschichtlich von Bedeutung, Dachdeckung Schiefer, DDR-Kreisdenkmalliste Nummer 68 | 09225266 |
| Direkt Bild zu diesem Denkmal hochladen | Wohnstallhaus (Umgebinde) mit Stallanbau | Klipphausen 38 (Karte)                                                         | Bezeichnet mit 1796                                                                                       | Obergeschoss Fachwerk, Giebel zum Teil verbrettert, baugeschichtlich von Bedeutung, Dachdeckung mit schwarzem Biberschwanz, am Haus kleiner Ziegenstallanbau, DDR-Kreisdenkmalliste Nummer 69 | 09225268 |
| Direkt Bild zu diesem Denkmal hochladen | Wohnstallhaus (Umgebinde) mit integrierter Scheune | Klipphausen 39 (Karte)                                                         | Bezeichnet mit 1867                                                                                       | Eingeschossig, Giebel Fachwerk, zum Teil verbrettert, Türsturz bezeichnet, baugeschichtlich und sozialgeschichtlich von Bedeutung, originale Fenster und Tür, sehr gefährdet, leerstehend, DDR-Kreisdenkmalliste Nummer 70 | 09225269 |
| Direkt Bild zu diesem Denkmal hochladen | Wohnhaus (Umgebinde) | Klipphausen 40 (Karte)                                                         | 1. Hälfte 19. Jahrhundert                                                                                 | Obergeschoss Fachwerk verputzt, baugeschichtlich von Bedeutung | 09225270 |
| Direkt Bild zu diesem Denkmal hochladen | Wohnhaus (Umgebinde) mit rückwärtigem Anbau und Scheunenanbau | Mittelweg 10 (Karte)                                                           | 2. Hälfte 19. Jahrhundert                                                                                 | Baugeschichtlich von Bedeutung, Giebel rechts verbrettert, links Fachwerk, Fenster original erhalten, neuer Windfang, Dachdeckung mit schwarz glasierten Biberschwänzen | 09225172 |
| Direkt Bild zu diesem Denkmal hochladen | Ehemalige Gerhart-Hauptmann-Schule | Neudorfstraße 2 (Karte)                                                        | Bezeichnet mit 1884                                                                                       | Mit dreiachsigem übergiebeltem Mittelrisalit, ortsgeschichtlich von Bedeutung, originale Tür, zum Teil originale Fenster, Biberschwanzdeckung | 09225173 |
| Direkt Bild zu diesem Denkmal hochladen | Wohnstallhaus und Scheune eines Bauernhofes | Neudorfstraße 5 (Karte)                                                        | Um 1900                                                                                                   | Baugeschichtlich von Bedeutung, Wohnstallhaus massiv, mit Kniestock | 09225174 |
| Direkt Bild zu diesem Denkmal hochladen | Wohnhaus (Umgebinde) | Neudorfstraße 12 (Karte)                                                       | 1. Hälfte 19. Jahrhundert                                                                                 | Obergeschoss zum Teil Fachwerk, Giebel und Traufseite zum Teil verschiefert, baugeschichtlich von Bedeutung, Fenster auf der rechten Seite stark verändert, sehr gefährdet | 09225176 |
| Direkt Bild zu diesem Denkmal hochladen | Umgebindeteil eines Wohnhauses | Neudorfstraße 14 (Karte)                                                       | 2. Hälfte 19. Jahrhundert                                                                                 | Baugeschichtlich von Bedeutung, originale Fenster, Schieferdeckung, rechte Hälfte erneuert | 09225177 |
| Direkt Bild zu diesem Denkmal hochladen | Ländliches Wohnhaus | Neudorfstraße 15 (Karte)                                                       | Um 1900                                                                                                   | Eingeschossig, Putzgliederung, baugeschichtlich von Bedeutung, Schieferdach, originale Fenster, zwei Linden am Eingang | 09225178 |
| Direkt Bild zu diesem Denkmal hochladen | Wohnstallhaus und Scheune eines Bauernhofes | Neudorfstraße 22 (Karte)                                                       | Um 1900                                                                                                   | Baugeschichtlich von Bedeutung, Wohnstallhaus verputzt, mit Ziegeldekor, Dächer mit Biberschwanzdeckung | 09225179 |
| Direkt Bild zu diesem Denkmal hochladen | Wohnhaus mit Scheunenanbau | Neudorfstraße 32 (Karte)                                                       | 1. Hälfte 19. Jahrhundert                                                                                 | Baugeschichtlich von Bedeutung, Wohnhaus massiv aus Granit, Giebel verbrettert, Rückseite Fachwerk, Biberschwanzdeckung, originale Fenster und Türen | 09225180 |
| Direkt Bild zu diesem Denkmal hochladen | Gasthof Wartburg | Neudorfstraße 38 (Karte)                                                       | 1. Hälfte 19. Jahrhundert                                                                                 | Obergeschoss Fachwerk verschiefert, baugeschichtlich und ortsgeschichtlich von Bedeutung, jetzt Wohnhaus mit Ladeneinbau und rückwärtigem Anbau, Dach mit Biberschwanzdeckung und Fledermausgaupen, Fenster im Rückbau gerade erneuert (Kunststoff), sehr gefährdet | 09225181 |
|                                         | Wohnhaus (Umgebinde) mit Scheunenanbau | Neudorfstraße 43 (Karte)                                                       | 2. Hälfte 19. Jahrhundert                                                                                 | Obergeschoss Fachwerk, baugeschichtlich von Bedeutung, Fachwerk zum Teil verschiefert, Fenster zum Teil erhalten, links Fenster vergrößert, linke Seite mit Metallplatten verkleidet | 09225182 |
|                                         | Wohnhaus (Umgebinde) auf winkligem Grundriss, mit Anbauten | Neudorfstraße 44 (Karte)                                                       | Bezeichnet mit 1835, verändert                                                                            | Obergeschoss Fachwerk, Portal mit Korbbogengewände bezeichnet, baugeschichtlich von Bedeutung, Fenster erneuert und zum Teil vergrößert, Biberschwanzdeckung | 09225183 |
|                                         | Wohnstallhaus (Umgebinde) mit Anbau und Seitengebäude | Neudorfstraße 47 (Karte)                                                       | 1. Hälfte 19. Jahrhundert                                                                                 | Baugeschichtlich von Bedeutung, Obergeschoss zum Teil verschiefert, Fenster zum Teil erneuert, Seitengebäude verbrettert | 09225184 |
|                                         | Wohnhaus (Umgebinde), Scheune und Seitengebäude eines Bauernhofes | Neudorfstraße 49 (Karte)                                                       | Bezeichnet mit 1836                                                                                       | Wohnhaus Obergeschoss Fachwerk verschiefert, baugeschichtlich von Bedeutung, Korbbogenportal bezeichnet, Dachdeckung Schiefer | 09225185 |
|                                         | Wohnhaus (Umgebinde) | Neudorfstraße 62 (Karte)                                                       | 2. Hälfte 19. Jahrhundert                                                                                 | Obergeschoss Fachwerk, verschiefert in blau-weißem Muster, baugeschichtlich von Bedeutung, mit neuerem Anbau, DDR-Kreisdenkmalliste Nummer 71 | 09225187 |
| Direkt Bild zu diesem Denkmal hochladen | Wohnhaus (Umgebinde) | Neudorfstraße 68 (Karte)                                                       | 1. Hälfte 19. Jahrhundert                                                                                 | Eingeschossig, baugeschichtlich und sozialgeschichtlich von Bedeutung, Dach mit Biberschwanzdeckung, originale Fenster und Türen, DDR-Kreisdenkmalliste Nummer 68 | 09225188 |
| Direkt Bild zu diesem Denkmal hochladen | Wohnhaus (Umgebinde) | Neudorfstraße 76 (Karte)                                                       | 2. Hälfte 19. Jahrhundert                                                                                 | Eingeschossig, Giebel verschiefert, baugeschichtlich von Bedeutung, Dach mit Schieferdeckung, Fenster erneuert, neuer Vorbau, rechte Hälfte verändert | 09225191 |
| Weitere Bilder                          | Wohnhaus (Umgebinde) mit älterem Umgebindeanbau | Neudorfstraße 80 (Karte)                                                       | Um 1800                                                                                                   | Obergeschoss Fachwerk, baugeschichtlich und sozialgeschichtlich von Bedeutung, Fenster erneuert, Dachhecht | 09225192 |
|                                         | Wohnstallhaus und Scheunenanbau eines Bauernhofes | Neudorfstraße 82 (Karte)                                                       | Bezeichnet mit 1818                                                                                       | Obergeschoss Fachwerk, baugeschichtlich und sozialgeschichtlich von Bedeutung, Fachwerk, verschiefert, Dachhecht, Dach mit Schieferdeckung, DDR-Kreisdenkmalliste Nummer 73 | 09225193 |
| Direkt Bild zu diesem Denkmal hochladen | Wohnhaus (Umgebinde) | Neue Sorge 1 (Karte)                                                           | Bezeichnet mit 1882 (Türstock)                                                                            | Obergeschoss Fachwerk, verschiefert, baugeschichtlich und sozialgeschichtlich von Bedeutung | 09225194 |
| Direkt Bild zu diesem Denkmal hochladen | Wohnhaus (Umgebinde) mit Scheunenanbau | Neue Sorge 4 (Karte)                                                           | Um 1850                                                                                                   | Obergeschoss Fachwerk verschiefert in blau-weißem Muster, zwei Dachhechte, baugeschichtlich und sozialgeschichtlich von Bedeutung, originale Biberschwanzdeckung | 09225195 |
| Direkt Bild zu diesem Denkmal hochladen | Wohnhaus (Umgebinde) mit rückwärtigem Anbau | Neue Sorge 5 (Karte)                                                           | 1. Hälfte 19. Jahrhundert                                                                                 | Obergeschoss Fachwerk verschiefert in blau-weißem Muster, Dachhecht, baugeschichtlich und sozialgeschichtlich von Bedeutung, Dach mit Biberschwanzdeckung | 09225196 |
| Direkt Bild zu diesem Denkmal hochladen | Ländliches Wohnhaus, Scheunenanbau und Scheune im Hof | Neue Sorge 6 (Karte)                                                           | 2. Hälfte 19. Jahrhundert                                                                                 | Baugeschichtlich von Bedeutung, mit neuerem zweigeschossigen Vorbau, Fenster zum Teil erhalten, Ladengeschäft zugemauert, Längsseite verschiefert | 09225197 |
| Direkt Bild zu diesem Denkmal hochladen | Wohnhaus (Umgebinde) | Neue Sorge 11 (Karte)                                                          | 1. Hälfte 19. Jahrhundert                                                                                 | Obergeschoss Fachwerk verschiefert, baugeschichtlich von Bedeutung, 2. Hälfte Neubau der 70er Jahre | 09225199 |
| Direkt Bild zu diesem Denkmal hochladen | Wohnstallhaus (Umgebinde) eines Bauernhofes | Neue Sorge 12 (Karte)                                                          | 2. Hälfte 19. Jahrhundert                                                                                 | Obergeschoss Fachwerk, Giebel verschiefert, baugeschichtlich und sozialgeschichtlich von Bedeutung | 09225200 |
| Direkt Bild zu diesem Denkmal hochladen | Wohnhaus (Umgebinde), ohne linken Anbau | Neue Sorge 13 (Karte)                                                          | 2. Hälfte 19. Jahrhundert                                                                                 | Obergeschoss Fachwerk verschiefert, mit Dachhecht, baugeschichtlich und sozialgeschichtlich von Bedeutung, 2. Haushälfte Neubau der 70er Jahre, Dachhecht durchtrennt | 09225201 |
|                                         | Wohnhaus, Scheunenanbau und granitene Vortreppe, mit Teilen der originalen Einfriedung                                                                                   | Peterdörfelstraße 2 (Karte)                                                    | Um 1900                                                                                                   | Baugeschichtlich und sozialgeschichtlich von Bedeutung, originale Tür und Fenster, zum Teil originale Einfriedung, stand bis 2002 irrtümlich unter „Peterdörfler Straße“ in Liste | 09224933 |
| Direkt Bild zu diesem Denkmal hochladen | Wohnhaus (Umgebinde) | Peterdörfelstraße 10 (Karte)                                                   | Mitte 19. Jahrhundert                                                                                     | Obergeschoss Fachwerk verschiefert in blau-weißem Muster, baugeschichtlich und sozialgeschichtlich von Bedeutung, Fenster verändert, jüngerer Anbau, stand bis 2002 irrtümlich unter „Peterdörfler Straße“ in Liste | 09224937 |
| Direkt Bild zu diesem Denkmal hochladen | Wohnhaus (Umgebinde) | Peterdörfelstraße 12 (Karte)                                                   | 2. Hälfte 19. Jahrhundert                                                                                 | Mit vorgebautem Putzrisalit, baugeschichtlich und sozialgeschichtlich von Bedeutung, verändert 60er Jahre, Tür verändert, stand bis 2002 irrtümlich unter „Peterdörfler Straße“ in Liste | 09224938 |
| Direkt Bild zu diesem Denkmal hochladen | Wohnhaus (Umgebinde) und zwei Stutzlinden am Eingang | Peterdörfelstraße 14 (Karte)                                                   | 2. Hälfte 19. Jahrhundert                                                                                 | Eingeschossig, Giebel verschiefert, baugeschichtlich und sozialgeschichtlich von Bedeutung, Dach mit Biberschwanzdeckung und drei Fledermausgaupen, neuer rückwärtiger Anbau, stand bis 2002 irrtümlich unter „Peterdörfler Straße“ in Liste | 09224939 |
|                                         | Wohnhaus (Umgebinde) und rückwärtiges Webereigebäude, dazu Pflasterung und kleine Garage                                                                                 | Reichenstraße 6 (Karte)                                                        | Um 1880 (Produktionsgebäude); 1. Hälfte 19. Jahrhundert (Wohnhaus); 1920er Jahre (Garage)                 | Wohnhaus Obergeschoss Fachwerk, baugeschichtlich und sozialgeschichtlich von Bedeutung. - Wohnhaus: ein Fenster vergrößert, reich dekorierte Haustür (von ca. 1910), Treppenanlage vor dem Hauseingang besteht aus zwei vorgelegten, abgerundeten Granitstufen, großformatige rechteckige Granitfußbodenplatten um das Wohnhaus, sehr gefährdet, leer stehend, DDR-Kreisdenkmalliste Nummer 77 - Kleines Hintergebäude massiv Bruchsteinmauerwerk | 09225204 |
| Direkt Bild zu diesem Denkmal hochladen | Ländliches Wohnhaus | Reichenstraße 10 (Karte)                                                       | Um 1900                                                                                                   | Baugeschichtlich von Bedeutung, Fenster und Tür erneuert | 09225205 |
| Direkt Bild zu diesem Denkmal hochladen | Wohnhaus (Umgebinde) auf winkligem Grundriss und Einfriedung | Reichenstraße 14 (Karte)                                                       | 1. Hälfte 19. Jahrhundert                                                                                 | Obergeschoss zum Teil Fachwerk, Giebel links verschiefert, baugeschichtlich und sozialgeschichtlich von Bedeutung, originale Fenster | 09225206 |
| Direkt Bild zu diesem Denkmal hochladen | Wohnhaus (Umgebinde) | Reichenstraße 16 (Karte)                                                       | Bezeichnet mit 1863                                                                                       | Obergeschoss Fachwerk, Dachhecht, Ladeneinbau, baugeschichtlich und sozialgeschichtlich von Bedeutung, originale Fenster und Türen, DDR-Kreisdenkmalliste Nummer 78 | 09225207 |
| Direkt Bild zu diesem Denkmal hochladen | Wohnhaus (Umgebinde) mit Anbau und Holzschuppen, dazu Einfriedung | Reichenstraße 18 (Karte)                                                       | Bezeichnet mit 1834 (Türsturz)                                                                            | Obergeschoss Fachwerk verschiefert in blau-weißem Muster, baugeschichtlich und sozialgeschichtlich von Bedeutung, originale Fenster und Türen, DDR-Kreisdenkmalliste Nummer 79 | 09225208 |
| Direkt Bild zu diesem Denkmal hochladen | Wohnhaus (Umgebinde) mit rückwärtigem Anbau und Einfriedung | Sandweg 3 (Karte)                                                              | 2. Hälfte 19. Jahrhundert                                                                                 | Obergeschoss Fachwerk verbrettert, rechter Giebel verschiefert, Dachhecht, baugeschichtlich und sozialgeschichtlich von Bedeutung, Biberschwanzdeckung, Fenster erhalten, erneuerte Haustür | 09225209 |
| Direkt Bild zu diesem Denkmal hochladen | Wohnhaus (Umgebinde) | Schanzenweg 2 (Karte)                                                          | Um 1850                                                                                                   | Eingeschossig, baugeschichtlich und sozialgeschichtlich von Bedeutung, originale Fenster, Giebel mit Platten belegt, Dach verschiefert | 09225210 |
| Direkt Bild zu diesem Denkmal hochladen | Wohnhaus (Umgebinde) und Einfriedung | Schanzenweg 3 (Karte)                                                          | 1. Hälfte 19. Jahrhundert                                                                                 | Baugeschichtlich und sozialgeschichtlich von Bedeutung, DDR-Kreisdenkmalliste Nummer 80, mit Kniestock und Mittelgiebel, Biberschwanzdeckung | 09225211 |
| Direkt Bild zu diesem Denkmal hochladen | Wohnhaus (Umgebinde) und Scheune mit Ausgedingewohnung eines Bauernhofes, dazu Granitpflasterung und Einfriedung                                                         | Schanzenweg 5 (Karte)                                                          | Bezeichnet mit 1838                                                                                       | Wohnhaus Obergeschoss Fachwerk, mit doppelter Blockstube, Fachwerkscheune, baugeschichtlich und sozialgeschichtlich von Bedeutung, Dachdeckung Biberschwanz mit drei Fledermausgaupen, DDR-Kreisdenkmalliste Nummer 81 | 09225212 |
|                                         | Wohnhaus (Umgebinde), dazu Einfriedung | Schloßkellergasse 1 (Karte)                                                    | 1909 | Obergeschoss Fachwerk, baugeschichtlich von Bedeutung | 09225213 |
|                                         | Wohnhaus mit Anbau in offener Bebauung | Schloßkellergasse 4 (Karte)                                                    | 1909 | Baugeschichtlich von Bedeutung, Mansardwalmdach mit Biberschwanzdeckung, originale Fenster | 09225504 |
| Direkt Bild zu diesem Denkmal hochladen | Wohnhaus (Umgebinde) und Einfriedung | Schmiedegasse 1 (Karte)                                                        | 1. Hälfte 19. Jahrhundert                                                                                 | Obergeschoss Fachwerk, baugeschichtlich und sozialgeschichtlich von Bedeutung, DDR-Kreisdenkmalliste Nummer 82, originale Fenster erhalten, Biberschwanzdeckung, oberer Teil des Giebels verbrettert | 09225214 |
| Direkt Bild zu diesem Denkmal hochladen | Wohnhaus (Umgebinde) mit Vorlaube | Schmiedegasse 3 (Karte)                                                        | Bezeichnet mit 1895, wohl früher                                                                          | Eingeschossig, Giebel verschiefert in blau-weißem Muster, baugeschichtlich und sozialgeschichtlich von Bedeutung, originale Fenster und Türen, sehr gefährdet, DDR-Kreisdenkmalliste Nummer 83 | 09225215 |
| Direkt Bild zu diesem Denkmal hochladen | Wohnhaus (Umgebinde) und Einfriedung | Schmiedegasse 4 (Karte)                                                        | Um 1850                                                                                                   | Eingeschossig, Giebel verschiefert, baugeschichtlich und sozialgeschichtlich von Bedeutung, originale Fenster und Türen | 09225216 |
| Direkt Bild zu diesem Denkmal hochladen | Wohnhaus (Umgebinde) und Einfriedung | Schmiedegasse 5 (Karte)                                                        | Um 1850                                                                                                   | Obergeschoss Fachwerk, Giebel verbrettert, baugeschichtlich und sozialgeschichtlich von Bedeutung, originale Türen und Fenster, Dachdeckung Schiefer | 09225217 |
| Direkt Bild zu diesem Denkmal hochladen | Wohnhaus (Umgebinde) | Schmiedegasse 6 (Karte)                                                        | 2. Hälfte 18. Jahrhundert                                                                                 | Obergeschoss Fachwerk verbrettert, baugeschichtlich und sozialgeschichtlich von Bedeutung, lange Kopfbänder, originale Fensterdekorationen, DDR-Kreisdenkmalliste Nummer 84 | 09225218 |
| Direkt Bild zu diesem Denkmal hochladen | Wohnhaus (Umgebinde) | Schmiedegasse 10 (Karte)                                                       | 1. Hälfte 19. Jahrhundert                                                                                 | Eingeschossig, Giebel verschiefert, baugeschichtlich und sozialgeschichtlich von Bedeutung, sehr gefährdet, DDR-Kreisdenkmalliste Nummer 85 | 09225219 |
| Direkt Bild zu diesem Denkmal hochladen | Wohnhaus mit Einfriedung auf Mauer | Schmiedegasse 14 (Karte)                                                       | 1920er Jahre                                                                                              | Baugeschichtlich von Bedeutung, originale Fenster und Tür | 09225220 |
| Direkt Bild zu diesem Denkmal hochladen | Wohnhaus (Umgebinde) | Schmiedegasse 18 (Karte)                                                       | 1. Hälfte 19. Jahrhundert                                                                                 | Obergeschoss Fachwerk verbrettert, baugeschichtlich und sozialgeschichtlich von Bedeutung, DDR-Kreisdenkmalliste Nummer 86, originale Haustür, Fenster zum Teil einscheibig erneuert | 09225221 |
|                                         | Gasthof Deutsches Haus | Schönberger Straße 1 (Karte)                                                   | Um 1910                                                                                                   | Im Heimatstil errichtet, gepflasterter Vorplatz mit Linde, baugeschichtlich und ortsgeschichtlich von Bedeutung, Fenster und Türen erhalten | 09225222 |
| Direkt Bild zu diesem Denkmal hochladen | Bushaltestellenhäuschen, am Deutschen Haus | Schönberger Straße 1 (bei) (Karte)                                             | 2. Viertel 20. Jahrhundert                                                                                | Mit Warteraum und Vordach, verkehrsgeschichtlich von Bedeutung | 09225057 |
|                                         | Ehemalige Faktorei der Textilfabrik Friedrich Wilhelm Kloss, heute Doppelwohnhaus                                                                                        | Schönberger Straße 5 (Karte)                                                   | 2. Hälfte 19. Jahrhundert                                                                                 | Obergeschoss Fachwerk, baugeschichtlich und industriegeschichtlich von Bedeutung, Dachhecht | 09225225 |
|                                         | Ehemaliges Produktionsgebäude der Textilfabrik Friedrich Wilhelm Kloss                                                                                                   | Schönberger Straße 5a (Karte)                                                  | 4. Viertel 19. Jahrhundert                                                                                | Baugeschichtlich und technikgeschichtlich von Bedeutung, dreigeschossig, stand bis 2002 irrtümlich unter „Schönberger Straße 7 (bei)“ in der Liste | 09225227 |
|                                         | Ehemalige Faktorei (Umgebinde) der Textilfabrik Friedrich Wilhelm Kloss, dazu Pflasterung                                                                                | Schönberger Straße 7 (Karte)                                                   | Bezeichnet mit 1868                                                                                       | Obergeschoss Fachwerk, Kontor in der Blockstube, baugeschichtlich und industriegeschichtlich von Bedeutung. Giebel verschiefert, Dachhecht, Dachdeckung Schiefer, sechs schmiedeeiserne Gitter, DDR-Denkmalliste Nummer 87. Technisches Denkmal fraglich. | 09225226 |
|                                         | Wohnhaus (Umgebinde) mit Vorlaube, rückwärtigem Anbau und jüngerem Stallanbau, dazu Handschwengelpumpe                                                                   | Schönberger Straße 9 (Karte)                                                   | Bezeichnet mit 1846 (Türsturz)                                                                            | Wohnhaus Obergeschoss Fachwerk, baugeschichtlich und sozialgeschichtlich von Bedeutung, Fachwerk zum Teil verschiefert, zum Teil verbrettert, Dachhecht, originale Fenster und Tür, schmiedeeiserne Gitter, Granitplattenpflasterung, Handschwengelpumpe häuschenartig verkleidet, DDR-Kreisdenkmalliste | 09225228 |
| Weitere Bilder                          | Ehemaliges Herrenhaus mit Gutspark und Einfriedungsmauer an der Schloßkellergasse des Rittergutes Niedercunewalde                                                        | Schönberger Straße 10 (Karte)                                                  | Bezeichnet mit 1864                                                                                       | Von bau- und ortsgeschichtlicher Bedeutung, zweigeschossiger verputzter Bruchsteinbau mit neogotischem Dekor, Fenster verändert, unter dieser Adresse ist der Gutspark ausgewiesen, die Einfriedungsmauer betrifft beide Adressen | 09307343 |
| Direkt Bild zu diesem Denkmal hochladen | Wohnhaus (Umgebinde) | Schulweg 1 (Karte)                                                             | Mitte 19. Jahrhundert                                                                                     | Eingeschossig, mit zweigeschossigem Anbau, Giebel verschiefert, baugeschichtlich und sozialgeschichtlich von Bedeutung | 09225505 |
| Direkt Bild zu diesem Denkmal hochladen | Villenartiges Wohnhaus | Uferweg 2 (Karte)                                                              | 1920er Jahre                                                                                              | Putzbau, baugeschichtlich von Bedeutung, originale Fenster und Haustür | 09225510 |
| Direkt Bild zu diesem Denkmal hochladen | Wohnhaus (Umgebinde) | Uferweg 4 (Karte)                                                              | 1844 (Auskunft)                                                                                           | Eingeschossig, Giebel Fachwerk, verbrettert, baugeschichtlich und sozialgeschichtlich von Bedeutung, DDR-Kreisdenkmalliste Nummer 88 | 09225511 |
| Direkt Bild zu diesem Denkmal hochladen | Wohnhaus (Umgebinde), mit zweigeschossigem Rückbau | Uferweg 8 (Karte)                                                              | 2. Hälfte 19. Jahrhundert                                                                                 | Hechtförmiger Dachausbau, baugeschichtlich und sozialgeschichtlich von Bedeutung, gefährdet, originale Fenster und Fensterläden | 09225512 |
| Direkt Bild zu diesem Denkmal hochladen | Ländliches Wohnhaus mit Schuppen und Einfriedung | Uferweg 12 (Karte)                                                             | 2. Hälfte 19. Jahrhundert                                                                                 | Baugeschichtlich und sozialgeschichtlich von Bedeutung, eingeschossig, mit zweigeschossigem Rückbau | 09225513 |
| Direkt Bild zu diesem Denkmal hochladen | Wohnhaus, ehemaliges Forsthaus Cunewalde | Waldstraße 6 (Karte)                                                           | 2. Hälfte 19. Jahrhundert                                                                                 | Obergeschoss Fachwerk, rechter Giebel und Rückseite verschiefert, linker Giebel verbrettert, baugeschichtlich von Bedeutung, Erdgeschoss umgebaut, mit vergrößertem Fenster | 09225506 |
| Direkt Bild zu diesem Denkmal hochladen | Wohnhaus mit Scheunenanbau | Waldstraße 8 (Karte)                                                           | 2. Hälfte 19. Jahrhundert, verändert                                                                      | Obergeschoss Fachwerk, baugeschichtlich von Bedeutung, Schützenscheibe am Scheunentrakt, Erdgeschoss in den 30er Jahren umgebaut, Scheunenanbau Dachhäuschen mit Ladeluke | 09225507 |
| Direkt Bild zu diesem Denkmal hochladen | Wohnstallhaus (Umgebinde) und Scheune eines Bauernhofes | Wilhelm-von-Polenz-Straße 4 (Karte)                                            | 2. Hälfte 19. Jahrhundert                                                                                 | Bau- und sozialgeschichtlich von Bedeutung | 09225232 |
| Direkt Bild zu diesem Denkmal hochladen | Wohnstallhaus (Umgebinde) | Wilhelm-von-Polenz-Straße 5 (Karte)                                            | Um 1850                                                                                                   | Obergeschoss Fachwerk, verbrettert, Dachhecht, baugeschichtlich und sozialgeschichtlich von Bedeutung, DDR-Kreisdenkmalliste Nummer 89, Fenster zum Teil erhalten | 09225233 |
| Direkt Bild zu diesem Denkmal hochladen | Wohnstallhaus eines ehemaligen Bauernhofes | Wilhelm-von-Polenz-Straße 6 (Karte)                                            | 4. Viertel 19. Jahrhundert                                                                                | Baugeschichtlich von Bedeutung, Fenster erhalten, sehr gefährdet, noch bewohnt | 09225236 |
| Direkt Bild zu diesem Denkmal hochladen | Produktions- und Lagergebäude einer ehemaligen Stahlsandfabrik | Wilhelm-von-Polenz-Straße 7 (Karte)                                            | 1920er Jahre                                                                                              | Mit durchlaufendem Dachhecht, darauf aufgesetztes Oberlicht mit Schornstein, baugeschichtlich und technikgeschichtlich von Bedeutung, Fenster zum Teil erhalten, Ziegeldekor | 09225234 |
| Direkt Bild zu diesem Denkmal hochladen | Wohnhaus | Wilhelm-von-Polenz-Straße 8 (Karte)                                            | 2. Hälfte 19. Jahrhundert                                                                                 | Obergeschoss Fachwerk, baugeschichtlich von Bedeutung, Erdgeschoss zum Teil erneuerte Fenster | 09225237 |
| Direkt Bild zu diesem Denkmal hochladen | Wohnstallhaus (Umgebinde) und Scheune eines Bauernhofes, dazu Granitpflaster                                                                                             | Wilhelm-von-Polenz-Straße 9 (Karte)                                            | Bezeichnet mit 1859                                                                                       | Wohnstallhaus Obergeschoss Fachwerk, baugeschichtlich und sozialgeschichtlich von Bedeutung. Scheune massiv aus Granit, Obergeschoss Fachwerk verbrettert. | 09225238 |
| Direkt Bild zu diesem Denkmal hochladen | Wohnstallhaus eines Bauernhofes | Wilhelm-von-Polenz-Straße 21 (Karte)                                           | Bezeichnet mit 1820                                                                                       | Obergeschoss Fachwerk verputzt, mit Korbbogenportal, bezeichnet mit 1820, baugeschichtlich und sozialgeschichtlich von Bedeutung, originale Tür | 09225239 |
| Direkt Bild zu diesem Denkmal hochladen | Wohnhaus mit rückwärtigem Anbau | Wilhelm-von-Polenz-Straße 27 (Karte)                                           | Um 1850                                                                                                   | Obergeschoss Fachwerk, zum Teil verbrettert, zum Teil verputzt, baugeschichtlich und sozialgeschichtlich von Bedeutung | 09225240 |
| Direkt Bild zu diesem Denkmal hochladen | Kleine Weberei in ehemaliger Scheune, mit drei historischen Webstühlen                                                                                                   | Wilhelm-von-Polenz-Straße 28 (Karte)                                           | 2. Hälfte 19. Jahrhundert                                                                                 | Baugeschichtlich und sozialgeschichtlich von Bedeutung, Scheune gehörte zu dem Bauernhof Wilhelm-von-Polenz-Straße 30, der in den 1920er Jahren zur Weberei umgebaut wurde, zum Teil originale Fenster | 09225242 |
| Direkt Bild zu diesem Denkmal hochladen | Wohnhaus (Umgebinde) eines Bauernhofes | Wilhelm-von-Polenz-Straße 29 (Karte)                                           | Türstock bezeichnet mit 1859                                                                              | Obergeschoss Fachwerk, baugeschichtlich und sozialgeschichtlich von Bedeutung, DDR-Kreisdenkmalliste Nummer 90, Umgebinde unpassend mit Holz verkleidet, Fachwerk verbrettert | 09225241 |
| Direkt Bild zu diesem Denkmal hochladen | Wohnhaus (Umgebinde) und Scheunenanbau eines Bauernhofes | Wilhelm-von-Polenz-Straße 42 (Karte)                                           | Mitte 19. Jahrhundert                                                                                     | Obergeschoss zum Teil verschiefert, baugeschichtlich und sozialgeschichtlich von Bedeutung, Biberschwanzdeckung mit Dachhecht | 09225243 |
| Direkt Bild zu diesem Denkmal hochladen | Spritzenhaus | Wilhelm-von-Polenz-Straße 50 (bei) (Karte)                                     | 1. Hälfte 20. Jahrhundert                                                                                 | Technikgeschichtlich und ortsgeschichtlich von Bedeutung | 09225245 |
| Direkt Bild zu diesem Denkmal hochladen | Wohnhaus und zwei Scheunen eines Bauernhofes | Wuischgasse 2 (Karte)                                                          | Um 1905                                                                                                   | Im Heimatstil errichtet, baugeschichtlich von Bedeutung, ein Fenster vergrößert, Dächer mit Biberschwanz gedeckt | 09225514 |
| Direkt Bild zu diesem Denkmal hochladen | Wohnhaus (Umgebinde) mit Oberlaube | Wuischgasse 5 (Karte)                                                          | 2. Hälfte 19. Jahrhundert                                                                                 | Obergeschoss Fachwerk verkleidet, baugeschichtlich von Bedeutung, Fenster vergrößert | 09225247 |
| Direkt Bild zu diesem Denkmal hochladen | Umgebindeteil eines Wohnhauses | Wuischgasse 16 (Karte)                                                         | 1. Hälfte 19. Jahrhundert                                                                                 | Eingeschossig, Giebel verbrettert, baugeschichtlich von Bedeutung, rückwärtiger Anbau vollkommen verändert | 09225248 |
| Direkt Bild zu diesem Denkmal hochladen | Denkmal für die Gefallenen des Ersten Weltkrieges | Zieglertal (Karte)                                                             | Nach 1918                                                                                                 | Postament mit Bronzetafel mit tropfenförmiger Bekrönung, dazu zwei Steinbänke und Vortreppe, ortsgeschichtlich von Bedeutung | 09225249 |
| Direkt Bild zu diesem Denkmal hochladen | Wohnhaus und Nebengebäude | Zieglertal 3 (Karte)                                                           | 1910 (Auskunft)                                                                                           | Baugeschichtlich von Bedeutung. - Wohnhaus: massiver verputzter Baukörper mit übergiebeltem Mittelrisalit und Drempel sowie hölzernem Eingangsvorhäuschen - Nebengebäude: eingeschossiger Putzbau mit Satteldach | 09225250 |
| Direkt Bild zu diesem Denkmal hochladen | Wohnhaus (Umgebinde) mit Hotelanbau, nördlicher Pferdestall, westliches Nebengebäude mit Dachreiter, winkliges Remisengebäude, Musikpavillon und Park (Sachsenhöhe)      | Zieglertal 13 (Karte)                                                          | Bezeichnet mit 1837 (Türsturz); 1905 (Hotel, Nebengebäude und Pferdestall); um 1905 (Remise)              | Ensemble im Heimatstil, baugeschichtlich und ortsgeschichtlich von Bedeutung. Gebaut von Architekt Kaul aus Dresden, leerstehend, gefährdet, Saalanbau der 1960er Jahre. | 09225252 |
| Direkt Bild zu diesem Denkmal hochladen | Wohnhaus | Zieglertal 16 (Karte)                                                          | 1910 (Auskunft)                                                                                           | Im Heimatstil, mit Schmuckfachwerk, Schieferbehang und Fensterläden, baugeschichtlich von Bedeutung, Architekt: Kaul (Dresden), originale Fenster, Bleiverglasung | 09225253 |
| Direkt Bild zu diesem Denkmal hochladen | Wohnhaus (Umgebinde) mit Scheunenanbau | Zieglertal 32 (Karte)                                                          | 2. Hälfte 19. Jahrhundert                                                                                 | Wohnhaus Obergeschoss Fachwerk verbrettert, Scheune mit Dachhecht, baugeschichtlich von Bedeutung | 09225254 |
| Direkt Bild zu diesem Denkmal hochladen | Wohnhaus (Umgebinde) ohne vorderen Anbau | Zieglertal 36 (Karte)                                                          | Mitte 19. Jahrhundert, verändert                                                                          | Ohne vorderen Anbau, eingeschossig, baugeschichtlich und sozialgeschichtlich von Bedeutung, originale Fenster im Umgebindeteil, rechte Hälfte stark verändert | 09225255 |

## Liste der Kulturdenkmale inHalbau
| Bild                                    | Bezeichnung                                                               | Lage                                                                    | Datierung                 | Beschreibung | ID       |
| --------------------------------------- | ------------------------------------------------------------------------- | ----------------------------------------------------------------------- | ------------------------- | --- | -------- |
| Direkt Bild zu diesem Denkmal hochladen | Wohnhaus, Seitengebäude und Scheune eines Dreiseithofes, mit Bauerngarten | Am Hochstein 3 (Karte)                                                  | 2. Hälfte 19. Jahrhundert | Wohnhaus eingeschossiger Putzbau, Seitengebäude verbrettert, baugeschichtlich und wirtschaftsgeschichtlich von Bedeutung, Biberschwanzdeckung des Wohnhauses, Scheune aus Ziegel und Bruchsteinmauerwerk, mit Holztor und segmentbogiger Öffnung, Bauerngarten vor dem Wohnhaus als Nebenanlage                                                  | 09225274 |
| Direkt Bild zu diesem Denkmal hochladen | Forsthaus (Umgebinde)                                                     | Am Hochstein 13 (Karte)                                                 | 2. Hälfte 19. Jahrhundert | Obergeschoss Fachwerk, Blockstube verputzt, baugeschichtlich und ortsgeschichtlich von Bedeutung. Krüppelwalmdach mit originaler Biberschwanzdeckung, zwei Fledermausgaupen, Fenster zum Teil vergrößert. Gehörte zum Rittergutswald Obercunewalde, ehemals Hauptstraße 149, 1949 abgerissen.                                                    | 09225275 |
| Direkt Bild zu diesem Denkmal hochladen | Wartehäuschen                                                             | Halbau (Karte)                                                          | 1950er Jahre              | Bushaltestelle, verkehrsgeschichtlich von Bedeutung | 09225273 |
|                                         | Zwei Sühnesteine                                                          | Halbau (Straße nach Halbau, in Höhe des Abzweiges nach Lawalde) (Karte) | 15.–17. Jahrhundert       | Mittelalterliche Steine mit eingeritzten Kreuzen, ortsgeschichtlich von Bedeutung | 09225271 |
| Direkt Bild zu diesem Denkmal hochladen | Scheune eines Bauernhofes                                                 | Löbauer Straße 4 (Karte)                                                | Bezeichnet mit 1853       | Verbretterter Bau mit schönem hölzernen Schützenadler an Giebelseite, baugeschichtlich und ortsgeschichtlich von Bedeutung. Wohnstallhaus (Umgebinde) Obergeschoss Fachwerk, bezeichnet im Türstock, Biberschwanzdeckung (schwarz glasiert), originale Fenster, desolater Bauzustand, gefährdet, mit Genehmigung vom 23. April 2015 abgebrochen. | 09225276 |
| Direkt Bild zu diesem Denkmal hochladen | Wohnstallhaus und Scheune eines Bauernhofes                               | Löbauer Straße 6 (Karte)                                                | Mitte 19. Jahrhundert     | Wohnstallhaus Obergeschoss Fachwerk verbrettert, mit hölzernem Windfang, Scheune verbrettert, baugeschichtlich und wirtschaftsgeschichtlich von Bedeutung, originale Biberschwanzdeckung, originale Fenster, Einfriedung mittlerweile neu, deshalb nicht mehr denkmalfähig                                                                       | 09225277 |

## Liste der Kulturdenkmale inSchönberg
| Bild                                    | Bezeichnung                                                                          | Lage                                                                                          | Datierung                                                                        | Beschreibung | ID       |
| --------------------------------------- | ------------------------------------------------------------------------------------ | --------------------------------------------------------------------------------------------- | -------------------------------------------------------------------------------- | --- | -------- |
| Direkt Bild zu diesem Denkmal hochladen | Wohnhaus (Umgebinde) mit Toreinbau                                                   | Schönberg 1 (Karte)                                                                           | Bezeichnet mit 1848                                                              | Obergeschoss Fachwerk verschiefert in blau-weißem Muster, Dachhecht, baugeschichtlich von Bedeutung, originale Fenster, Dachdeckung Schiefer, DDR-Kreisdenkmalliste Nummer 93 | 09225517 |
| Direkt Bild zu diesem Denkmal hochladen | Scheune und Seitengebäude eines Bauernhofes                                          | Schönberg 2 (Karte)                                                                           | 2. Hälfte 19. Jahrhundert                                                        | Wohnhaus Putzbau mit Krüppelwalmdach und zwei Fledermausgaupen, baugeschichtlich von Bedeutung, originale Fenster, zwei Dachgaupen, Krüppelwalm mit Biberschwanzdeckung. Streichung Wohnhaus als Denkmal (2012): kein ausreichender historischer Aussagewert vorhanden. | 09225518 |
| Direkt Bild zu diesem Denkmal hochladen | Wohnhaus (Umgebinde)                                                                 | Schönberg 3 (Karte)                                                                           | Bezeichnet mit 1846 (Türsturz)                                                   | Obergeschoss Fachwerk verschiefert in blau-weißem Muster, zum Teil verbrettert, baugeschichtlich von Bedeutung, erneuertes Dach mit Biberschwanz, DDR-Kreisdenkmalliste Nummer 94 | 09225519 |
|                                         | Wohnhaus (Umgebinde)                                                                 | Schönberg 4 (Karte)                                                                           | Bezeichnet mit 1828                                                              | Eingeschossig, Giebel links verschiefert in blau-weißem Muster, rechts verbrettert, hechtförmiger Dachausbau, baugeschichtlich und sozialgeschichtlich von Bedeutung, Dachdeckung Schiefer, DDR-Kreisdenkmalliste Nummer 95 | 09225520 |
| Direkt Bild zu diesem Denkmal hochladen | Wohnstallhaus (Umgebinde) mit Fachwerkanbau                                          | Schönberg 6 (Karte)                                                                           | Bezeichnet mit 1848 (Türsturz)                                                   | Obergeschoss Fachwerk, zum Teil verschiefert, baugeschichtlich von Bedeutung, originale Tür, Dachdeckung schwarze Betonpfannen | 09225521 |
| Direkt Bild zu diesem Denkmal hochladen | Granittürstock eines Wohnhauses                                                      | Schönberg 7 (Karte)                                                                           | Mitte 19. Jahrhundert                                                            | Handwerklich-künstlerisch von Bedeutung. - Wohnhaus: liegende Fenster in straßenseitiger Dachfläche, großes liegendes Fenster im Erdgeschoss, Grobputz, generell neue Kunststofffenster, deshalb als Denkmal gestrichen - Einfriedung (Jägerzaun) und Obstwiese 2011 gestrichen | 09225522 |
| Direkt Bild zu diesem Denkmal hochladen | Wohnstallhaus (Umgebinde)                                                            | Schönberg 11 (Karte)                                                                          | 1. Hälfte 19. Jahrhundert                                                        | Eingeschossig mit Kniestock, linker Giebel verschiefert, baugeschichtlich und sozialgeschichtlich von Bedeutung, sehr gefährdet, originale Fenster, Winterfenster, Dachdeckung Schiefer, Kniestock zum Teil mit Platten verkleidet | 09225525 |
| Direkt Bild zu diesem Denkmal hochladen | Wohnhaus (Umgebinde)                                                                 | Schönberg 14 (Karte)                                                                          | 2. Hälfte 19. Jahrhundert                                                        | Eingeschossig, baugeschichtlich und sozialgeschichtlich von Bedeutung, rechte Hälfte stark verändert, Fenster einscheibig | 09225526 |
| Direkt Bild zu diesem Denkmal hochladen | Schule                                                                               | Schönberg 14c (Karte)                                                                         | Bezeichnet mit 1879 (Inschrifttafel)                                             | Schlichter Putzbau mit Treppenaufgang, baugeschichtlich und ortsgeschichtlich von Bedeutung, massiv, verputzt, originale Tür, zum Teil originale Fenster | 09225527 |
|                                         | Wohnhaus (Umgebinde)                                                                 | Schönberg 15 (Karte)                                                                          | Bezeichnet mit 1795                                                              | Obergeschoss Fachwerk, mit Schützenadler, Fenster zum Teil erhalten, Tür original, baugeschichtlich von Bedeutung, Haus wurde vorbildlich saniert | 09225528 |
| Direkt Bild zu diesem Denkmal hochladen | Wohnhaus (Umgebinde) mit Einfriedung                                                 | Schönberg 16 (Karte)                                                                          | Bezeichnet mit 1883                                                              | Obergeschoss Fachwerk verschiefert, baugeschichtlich von Bedeutung, Fenster zum Teil vergrößert und verändert, verschiefert in blau-weißem Muster | 09225529 |
|                                         | Wohnhaus (Umgebinde) mit Ladeneinbau                                                 | Schönberg 18 (Karte)                                                                          | Bezeichnet mit 1883                                                              | Obergeschoss Fachwerk verschiefert, baugeschichtlich von Bedeutung, DDR-Kreisdenkmalliste Nummer 96, zum Teil originale Fenster, Tür, Dach Schieferdeckung, Obergeschoss verschiefert in blau-weißem Muster | 09225530 |
| Direkt Bild zu diesem Denkmal hochladen | Ländliches Wohnhaus                                                                  | Schönberg 22 (Karte)                                                                          | 2. Hälfte 19. Jahrhundert                                                        | Eingeschossig mit zweigeschossigem Rückbau, Giebel verschiefert, baugeschichtlich und sozialgeschichtlich von Bedeutung, Dachdeckung Schiefer | 09225531 |
| Direkt Bild zu diesem Denkmal hochladen | Wohnhaus (Umgebinde)                                                                 | Schönberg 28 (Karte)                                                                          | Bezeichnet mit 1853                                                              | Obergeschoss Fachwerk, zum Teil verschiefert, mit zweigeschossigem Rückbau, baugeschichtlich von Bedeutung, Obergeschoss zum Teil verkleidet, Dachdeckung Schiefer | 09225533 |
| Direkt Bild zu diesem Denkmal hochladen | Wohnhaus (Umgebinde) mit Einfriedung                                                 | Schönberg 29 (Karte)                                                                          | Mitte 19. Jahrhundert                                                            | Eingeschossig, Giebel verschiefert, baugeschichtlich und sozialgeschichtlich von Bedeutung, Dachdeckung Schiefer, Fenster zum Teil erhalten, Fenster im Giebel verändert, DDR-Kreisdenkmalliste Nummer 97 | 09225534 |
| Direkt Bild zu diesem Denkmal hochladen | Wohnhaus (Umgebinde)                                                                 | Schönberg 31 (Karte)                                                                          | Mitte 19. Jahrhundert                                                            | Eingeschossig, Giebel verschiefert, baugeschichtlich und sozialgeschichtlich von Bedeutung, Dachdeckung Schiefer, Fenster zum Teil erhalten, Fenster im Giebel verändert | 09225535 |
| Direkt Bild zu diesem Denkmal hochladen | Wohnhaus (Umgebinde)                                                                 | Schönberg 33b (Karte)                                                                         | Bezeichnet mit 1852                                                              | Obergeschoss Fachwerk verschiefert, baugeschichtlich von Bedeutung, verschiefert in blau-weißem Muster, originale Fenster (sechsteilig) und Winterfenster (vierteilig), Giebel mit Metallplatten verkleidet | 09225537 |
| Direkt Bild zu diesem Denkmal hochladen | Denkmal für die Gefallenen des Ersten Weltkrieges                                    | Schönberg 33b (bei) (Karte)                                                                   | Nach 1918                                                                        | Ortsgeschichtlich von Bedeutung, Granitquader (mit Inschrift), darauf stehend sich nach oben verjüngender Stein (Granit), auf der polierten Vorderseite Eisernes Kreuz und die Namen der Gefallenen | 09225399 |
|                                         | Wohnhaus (Umgebinde)                                                                 | Schönberg 33c, 33a (Karte)                                                                    | Bezeichnet mit 1877                                                              | Obergeschoss Fachwerk, baugeschichtlich von Bedeutung, rechte Haushälfte (Nummer 33a) stark verändert (ehemalige Scheune, jetzt Wohnhaus), sehr gefährdet, Dachdeckung Schiefer | 09225536 |
|                                         | Wohnhaus (Umgebinde)                                                                 | Schönberg 35 (Karte)                                                                          | Mitte 19. Jahrhundert, verändert                                                 | Eingeschossig mit zweigeschossigem Anbau, Giebel verschiefert, baugeschichtlich und sozialgeschichtlich von Bedeutung. Verschieferung in blau-weißem Muster, Veränderung 4. Viertel 19. Jahrhundert. | 09225539 |
|                                         | Wohnhaus (Umgebinde) mit Einfriedung                                                 | Schönberg 41 (Karte)                                                                          | Bezeichnet mit 1866                                                              | Obergeschoss Fachwerk verschiefert, hoher Dachhecht, baugeschichtlich von Bedeutung, Verschieferung in blau-weißem Muster, Fenster zum Teil erhalten, zweigeschossiger rückwärtiger Anbau stark verändert | 09225541 |
|                                         | Wohnhaus (Umgebinde) mit kleinem Schuppenanbau                                       | Schönberg 42 (Karte)                                                                          | Mitte 19. Jahrhundert                                                            | Obergeschoss Fachwerk verschiefert, baugeschichtlich von Bedeutung, Dachdeckung Schiefer, originale Fenster, DDR-Kreisdenkmalliste Nummer 98 | 09225542 |
| Direkt Bild zu diesem Denkmal hochladen | Ehemaliger Gasthof                                                                   | Schönberg 43 (Karte)                                                                          | Bezeichnet mit 1900                                                              | Obergeschoss Fachwerk verschiefert, mit Dachhecht, rechter Giebel mit dekorativer Verbretterung, baugeschichtlich und ortsgeschichtlich von Bedeutung, Dachdeckung Biberschwanz, gefährdet | 09225544 |
|                                         | Wohnhaus (Umgebinde) mit Pflasterung und Einfriedung                                 | Schönberg 44 (Karte)                                                                          | Bezeichnet mit 1889, wohl früher                                                 | Obergeschoss Fachwerk und rechter Giebel verschiefert, baugeschichtlich von Bedeutung, originale Haustür von ca. 1905, Fenster zum Teil vergrößert, Dachdeckung Schiefer, mit Toreinbau | 09225545 |
|                                         | Wohnhaus (Umgebinde) mit winkligem Scheunenanbau                                     | Schönberg 48 (Karte)                                                                          | Bezeichnet mit 1870                                                              | Obergeschoss Fachwerk verschiefert, Türsturz bezeichnet, Scheune verbrettert, baugeschichtlich von Bedeutung, originale Haustür, zwei Dachhechte, Dachdeckung Schiefer, originale Fenster | 09225547 |
| Direkt Bild zu diesem Denkmal hochladen | Wohnhaus mit Einfriedung                                                             | Schönberg 54 (Karte)                                                                          | 2. Hälfte 19. Jahrhundert                                                        | Obergeschoss Fachwerk verbrettert, baugeschichtlich von Bedeutung, Dachdeckung Schiefer | 09225548 |
| Direkt Bild zu diesem Denkmal hochladen | Steindeckerbrücke                                                                    | Schönberg 56 (bei) (Karte)                                                                    | 19. Jahrhundert                                                                  | Sechs rote Granitsteinplatten, baugeschichtlich von Bedeutung | 09225549 |
| Direkt Bild zu diesem Denkmal hochladen | Wohnhaus                                                                             | Schönberg 59 (Karte)                                                                          | 2. Hälfte 19. Jahrhundert                                                        | Obergeschoss Fachwerk, baugeschichtlich von Bedeutung, sehr gefährdet, originale Fenster | 09225550 |
| Direkt Bild zu diesem Denkmal hochladen | Südwestliches und nordwestliches Seitengebäude eines Dreiseithofes sowie Hofpflaster | Schönberg 60 (Karte)                                                                          | 4. Viertel 19. Jahrhundert (Stall); 1. Hälfte 19. Jahrhundert (angebauter Stall) | Südwestliches Stallgebäude mit verbrettertem Obergeschoss und Dachreiter, rechtwinklig an Wohnhaus angebautes Stallgebäude mit Krüppelwalmdach, Ladeluke und Dachhecht, baugeschichtlich und wirtschaftsgeschichtlich von Bedeutung. Bauernhaus kein Denkmal. Nebengebäude mit Hechtgaupe und originalen Fenstern (Holzsprossung sehr dekorativ) und mit Ladeluken und originalen Blitzableitern. | 09225551 |
| Direkt Bild zu diesem Denkmal hochladen | Wohnhaus (Umgebinde)                                                                 | Schönberg 61 (Karte)                                                                          | 2. Hälfte 19. Jahrhundert                                                        | Eingeschossig, mit rückwärtigem Anbau, baugeschichtlich von Bedeutung, Dachdeckung Schiefer, Fenster einscheibig erneuert, Rückbau mit Metallplatten verkleidet | 09225552 |
|                                         | Gedans Steinbruch mit Bruchsteinmauer                                                | Schönberger Passstraße (an der Gemeindegrenze von Schönberg, am Rande des Czornebohs) (Karte) | 19. Jahrhundert                                                                  | An der Straße gelegener Granitsteinbruch, ortsgeschichtlich von Bedeutung | 09225515 |

## Liste der Kulturdenkmale in Weigsdorf-Köblitz
| Bild                                    | Bezeichnung | Lage                                        | Datierung                                                                                                  | Beschreibung | ID       |
| --------------------------------------- | --- | ------------------------------------------- | --- | --- | -------- |
| Direkt Bild zu diesem Denkmal hochladen | Gedenkstein | (auf dem Herrnsberg)                        | Nach 1945                                                                                                  | Gesetzt für einen an dieser Stelle ermordeten russischen Soldaten, ortsgeschichtlich von Bedeutung; nach 2014 von der Denkmalliste gestrichen | 09253364 |
| Direkt Bild zu diesem Denkmal hochladen | Nostitzstein, Grenzstein für die Ortsbereiche Weigsdorf, Schönberg und Eulowitz                                  | (auf dem Herrnsberg) (Karte)                | Bezeichnet mit 1823                                                                                        | Ortsgeschichtlich von Bedeutung; nach 2014 von der Denkmalliste gestrichen | 09253363 |
| Direkt Bild zu diesem Denkmal hochladen | Grenzstein mit Aufschrift K 32                                                                                   | (auf dem Herrnsberg)                        | 19. Jahrhundert                                                                                            | Findling, ortsgeschichtlich von Bedeutung; nach 2014 von der Denkmalliste gestrichen | 09253362 |
| Direkt Bild zu diesem Denkmal hochladen | Vier Grenzsteine für die Ortsbereiche Weigsdorf (W), Wurbis (W), Oppach (O), Cunewalde (C), Beiersdorf (B)       | (auf dem Bieleboh, Nähe Kammweg) (Karte)    | Bezeichnet mit 1787 (Grenzstein); bezeichnet mit 1789 (Grenzstein); bezeichnet mit 1791 (zwei Grenzsteine) | Die ersten drei Steine jeweils 50 m auseinander, 1. bezeichnet mit 1791 WOW, 2. bezeichnet mit 1791 OCW, 3. bezeichnet mit 1789 CBO, 4. bezeichnet mit 1787 [BOC / III], ortsgeschichtlich von Bedeutung; nach 2014 von der Denkmalliste gestrichen | 09253360 |
| Direkt Bild zu diesem Denkmal hochladen | Grenzstein | Am Nordhang                                 | Bezeichnet mit 1833                                                                                        | Bezeichnet mit „JS 1833“ (Johann Schmeiß/Halbendorf), ortsgeschichtlich von Bedeutung; nach 2014 von der Denkmalliste gestrichen | 09253358 |
| Direkt Bild zu diesem Denkmal hochladen | Denkmal für die Edelfrau von Nostitz (1775–1801)                                                                 | (auf dem Matschenberg) (Karte)              | 1801 | Monolith auf Sockel, mit Schrifttafel, ortsgeschichtlich von Bedeutung. Die Frau kam an dieser Stelle bei einem Ausritt ums Leben. | 09253350 |
|                                         | Bahnhofsgebäude am Haltepunkt Köblitz                                                                            | (am Kilometer 3,97) (Karte)                 | Um 1890 | Bahnstrecke Großpostwitz–Löbau, kleines Holzhaus, eisenbahngeschichtlich von Bedeutung | 09301858 |
| Direkt Bild zu diesem Denkmal hochladen | Wohnstallhaus (Umgebinde) und Holzscheune eines Zweiseithofes                                                    | Am Nordhang 1 (Karte)                       | Bezeichnet mit 1889 (Türstock Wohnstallhaus)                                                               | Wohnstallhaus Obergeschoss und Giebel Fachwerk verschiefert, Blockstube verschalt, Krüppelwalmdach mit großem Dachhecht, baugeschichtlich von Bedeutung, prägt durch seine exponierte Lage das Ortsbild mit, Umgebinde rechts 3/3/3 Joche, ehemaliger Stallteil verändert, Fenster originale Größe | 09253341 |
| Direkt Bild zu diesem Denkmal hochladen | Wohnstallhaus mit integrierter Scheune                                                                           | Am Nordhang 6 (Karte)                       | Bezeichnet mit 1910 (Türstock)                                                                             | Obergeschoss Fachwerk, Giebelseite verschiefert, Haustür mit Granitgewände, baugeschichtlich und ortsgeschichtlich von Bedeutung, Fachwerk wahrscheinlich aufgebrettert, Fenster im Giebel vergrößert, bis September 2011 irrtümlich unter der Hausnummer 7 in der Denkmalliste | 09253344 |
| Direkt Bild zu diesem Denkmal hochladen | Wohnstallhaus (Umgebinde) und winklige Scheune eines Zweiseithofes                                               | Am Nordhang 8 (Karte)                       | 2. Hälfte 19. Jahrhundert                                                                                  | Wohnstallhaus Obergeschoss Fachwerk, Giebel verschiefert, Blockstube verschalt, Hechtgaupe, baugeschichtlich von Bedeutung, prägt durch seine exponierte Lage das Ortsbild mit, trotz wahrscheinlicher Wärmedämmung und Aufbretterung Denkmal wegen landschaftstypischen Aussehens und Lage | 09253342 |
| Direkt Bild zu diesem Denkmal hochladen | Wohnhaus | Bautzener Straße 4 (Karte)                  | Um 1900 | Putzbau mit gegiebeltem Seitenrisalit, Gurtgesims und Putzgliederung, baugeschichtlich von Bedeutung, Fenster mit Pseudo-Sprossen, Eckrustizierung, Fensterbekrönungen, aufwendige Fensterrahmung im Seitenrisalit, Lünette | 09253330 |
| Direkt Bild zu diesem Denkmal hochladen | Wohnstallhaus (Umgebinde)                                                                                        | Bornweg 2 (Karte)                           | 1. Hälfte 19. Jahrhundert, Kern womöglich älter                                                            | Obergeschoss Fachwerk verbrettert, im Giebel zum Teil Zierverbretterung, Blockstube verschalt, Türgewände profiliert, Granit, baugeschichtlich von Bedeutung, Umgebinde 3/3/3 Joche, Fenster weitgehend originale Größe | 09253332 |
| Direkt Bild zu diesem Denkmal hochladen | Wohnstallhaus (Umgebinde) und Scheune eines Zweiseithofes                                                        | Matschenstraße 13 (Karte)                   | 1. Hälfte 19. Jahrhundert                                                                                  | Straßenseitig giebelständiges Wohnhaus in Obergeschoss und Giebel Fachwerk verbrettert, zum Teil weite Umgebinde-Joche, Blockstube und Umgebinde verschalt, einziges weitgehend im ursprünglichen Sinne erhaltenes Gebäude in der Ortslage, rechtwinklig angebaute Scheune innen mit originalen Pansenwänden, baugeschichtlich und wirtschaftsgeschichtlich von Bedeutung, Umgebinde links 2/3/2 Joche, Fenster zum großen Teil gesprosst und in originaler Größe, nur straßenseitig giebelständiger vorderer Teil denkmalrelevant, versteinerter Scheunenteil als Denkmal gestrichen wegen hohem Veränderungsgrad (heute Wohnnutzung) | 09253329 |
| Direkt Bild zu diesem Denkmal hochladen | Fabrikantenvilla                                                                                                 | Oberlausitzer Straße 2 (Karte)              | Nach 1900                                                                                                  | Putzbau über unregelmäßigem Grundriss mit reicher Dachlandschaft, Zierfachwerk und dominantem Turm mit Welscher Haube, baugeschichtlich und straßenbildprägend von Bedeutung, hölzernes Eingangshäuschen, Farbglasfenster, drei alte Blitzableiter, bis 2011 irrtümlich unter Am Bahnhof 2 in der Denkmalliste | 09253336 |
| Direkt Bild zu diesem Denkmal hochladen | Wohnstallhaus (Umgebinde)                                                                                        | Oberlausitzer Straße 5 (Karte)              | Bezeichnet mit 1877 (Türgewände)                                                                           | Obergeschoss Fachwerk verbrettert, Umgebinde und Blockstube verschalt, baugeschichtlich von Bedeutung, straßenabgewandte Seite verkörpert noch alte ortsübliche Bauweise, bis auf den Umgebinde-Teil stark umgebaut | 09253338 |
| Direkt Bild zu diesem Denkmal hochladen | Wohnstallhaus (Umgebinde)                                                                                        | Oberlausitzer Straße 6 (Karte)              | 2. Hälfte 19. Jahrhundert, Kern womöglich älter                                                            | Obergeschoss Fachwerk schwarz-weiß verschiefert, Blockstube verschalt, Hechtgaupe, im ursprünglichen Bild erhalten, Bestandteil der alten Ortsbebauung, baugeschichtlich von Bedeutung, Fenster gesprosst und in originaler Größe, Haustür mit Granitgewände (Schlussstein) | 09253337 |
| Direkt Bild zu diesem Denkmal hochladen | Denkmal für die Gefallenen des Ersten Weltkrieges                                                                | Oberlausitzer Straße 7 (bei) (Karte)        | Nach 1918                                                                                                  | Monolith auf Sockel mit Inschriftplatten, ortsgeschichtlich von Bedeutung | 09253334 |
| Direkt Bild zu diesem Denkmal hochladen | Fabrikantenvilla mit Einfriedung                                                                                 | Oberlausitzer Straße 8 (Karte)              | Um 1910 | Unregelmäßiger Baukörper, Eckturm mit Kuppeldach, dominanter Fachwerkgiebel, Eingang neben Erker mit Säulengliederung, baugeschichtlich und straßenbildprägend von Bedeutung, zum Teil Winterfenster und weitere originale Fenster, drei alte Blitzableiter | 09253335 |
| Direkt Bild zu diesem Denkmal hochladen | Gasthof Alter Weber (Umgebinde)                                                                                  | Oberlausitzer Straße 13 (Karte)             | Bezeichnet mit 1843 (Türgewände)                                                                           | Obergeschoss und Giebel Fachwerk, ornamental verschiefert, Krüppelwalmdach mit Fledermausgaupen, Umgebinde-Stützen profiliert, Granitportal mit Kämpfer, Schlussstein und Inschrift, massiver Teil mit Granit-Fenstergewänden, baugeschichtlich und ortsbildprägend von Bedeutung, aufwendigstes Haus mit Holzkonstruktion in Köblitz, Fenster in originaler Größe, gesprosst, Umgebinde rechts 5/5/5 Joche | 09253331 |
| Direkt Bild zu diesem Denkmal hochladen | Schillerschule (ohne Anbau) und Gedenkstein                                                                      | Oberlausitzer Straße 21 (Karte)             | Bezeichnet mit 1906 (Schule); 1905 (Gedenkstein)                                                           | Putzbau mit Gliederung durch Gurtbänder und Fensterbedachungen, Gedenkstein am Standort der ehemaligen Schillerlinde, die zum 100. Todestag Friedrich Schillers gepflanzt wurde, baugeschichtlich und ortsgeschichtlich von Bedeutung, massiv, zweigeschossig, Fledermausgaupen, gelungen gegliedert durch Fenstersprossungen und horizontale Backsteingurte auf Putz, Giebel bekrönt durch Aufsatz | 09253333 |
|                                         | Wohnhaus (Umgebinde)                                                                                             | Oberlausitzer Straße 26 (Karte)             | Um 1850 | Obergeschoss und Giebel Fachwerk verschiefert, Blockstube verschalt, baugeschichtlich von Bedeutung, Fenster originale Größe | 09253343 |
| Direkt Bild zu diesem Denkmal hochladen | Wohnstallhaus (Umgebinde)                                                                                        | Oberlausitzer Straße 36 (Karte)             | Um 1900 | Obergeschoss und Giebel Fachwerk verschiefert, Blockstube verschalt, baugeschichtlich von Bedeutung, Fenster unverändert, Erdgeschoss zum Teil verändert | 09253347 |
| Weitere Bilder                          | Herrenhaus eines ehemaligen Rittergutes sowie Brunnenbecken, zwei Granittröge und Gutspark mit altem Baumbestand | Oberlausitzer Straße 43 (Karte)             | 1886 (Herrenhaus), Kern älter; bezeichnet mit 1794 (ein Trog)                                              | Herrenhaus Putzbau mit übergiebeltem Mittelrisalit, Haustür mit Neorenaissance-Bekrönung, auf ehemaliger Wasserburg errichtet, baugeschichtlich und ortsgeschichtlich von Bedeutung, im 19./20. Jahrhundert umgebaut | 09253345 |
| Direkt Bild zu diesem Denkmal hochladen | Brunnen mit sechs Granit-Steindeckern (Pestbrunnen)                                                              | Schwarzer Weg (Ecke Siebenhügelweg) (Karte) | Vor 1632                                                                                                   | Ortsgeschichtlich von Bedeutung; nach 2014 von der Denkmalliste gestrichen | 09253359 |
| Direkt Bild zu diesem Denkmal hochladen | Wohnhaus | Weigsdorfer Berg 11 (Karte)                 | 2. Hälfte 19. Jahrhundert                                                                                  | Ehemaliges Armenhaus, zweigeschossig, massiv, mit Drempel, Walmdach, in exponierter Lage, baugeschichtlich und ortsgeschichtlich von Bedeutung, Fenster größtenteils original, zum großen Teil Winterfenster | 09253349 |
| Direkt Bild zu diesem Denkmal hochladen | Wohnhaus | Weigsdorfer Berg 23 (Karte)                 | 2. Hälfte 19. Jahrhundert, Kern älter                                                                      | Obergeschoss und Giebel Fachwerk, zweifarbig verschiefert, Krüppelwalmdach mit großem Dachhecht, weitgehend ursprünglich erhalten, baugeschichtlich von Bedeutung | 09253348 |
|                                         | Wohnstallhaus (Umgebinde)                                                                                        | Wurbisstraße 2 (Karte)                      | 2. Hälfte 19. Jahrhundert                                                                                  | Obergeschoss und Giebel Fachwerk, ornamental verschiefert, Blockstube verschalt, Hechtgaupe, baugeschichtlich von Bedeutung, Haus zum großen Teil umgebaut, dennoch reichen die erhalten gebliebenen Bestandteile zum Mitprägen des Ortsbildes, bis September 2011 irrtümlich unter Oberlausitzer Straße 40 in der Denkmalliste | 09253346 |
| Direkt Bild zu diesem Denkmal hochladen | Wohnstallhaus (Umgebinde)                                                                                        | Zur Rabinke 11 (Karte)                      | 1. Hälfte 19. Jahrhundert                                                                                  | Eingeschossig, Blockstube, Umgebinde mit großen Jochweiten, breites Dach mit Hechtgaupe und Schieferdeckung, baugeschichtlich von Bedeutung, Umgebinde rechts 3/3/3 Joche, zum Teil umgebaut | 09253357 |
| Direkt Bild zu diesem Denkmal hochladen | Wohnhaus (Umgebinde)                                                                                             | Zur Rabinke 12 (Karte)                      | Um 1850 | Eingeschossig, Blockstube, Giebel dekorativ verschiefert, Granittürgewände, Dach mit Schieferdeckung, baugeschichtlich von Bedeutung, Umgebinde rechts 3/3 Joche, im hinteren Teil des Hauses vergrößerte Fenster | 09253353 |
| Direkt Bild zu diesem Denkmal hochladen | Wohnhaus (Umgebinde)                                                                                             | Zur Rabinke 14 (Karte)                      | 1. Hälfte 19. Jahrhundert                                                                                  | Obergeschoss Fachwerk verbrettert, Umgebinde und Blockstube verkleidet, trotz Veränderungen noch weitgehend in seiner Struktur erhalten, baugeschichtlich von Bedeutung, Umgebinde rechts 3/3 Joche | 09253352 |
| Direkt Bild zu diesem Denkmal hochladen | Wohnstallhaus (Umgebinde), Stall und Ausgedinge eines Dreiseithofes                                              | Zur Rabinke 19, 20 (Karte)                  | Bezeichnet mit 1822 (Türstock)                                                                             | Wohnstallhaus Obergeschoss Fachwerk, Blockstube, Krüppelwalmdach mit Hechtgaupe, Stall mit Hechtgaupe, Ausgedinge Obergeschoss Fachwerk mit Loggia auf zwei Pfeilern mit Kapitellen, bemerkenswert erhaltene Struktur, baugeschichtlich und sozialgeschichtlich von Bedeutung, Umgebinde rechts 3/3/0 Joche | 09253351 |
| Direkt Bild zu diesem Denkmal hochladen | Wohnstallhaus (Umgebinde)                                                                                        | Zur Rabinke 21 (Karte)                      | Bezeichnet mit 1819 (Türstock)                                                                             | Obergeschoss Fachwerk verbrettert, Blockstube, baugeschichtlich und ortsbildprägend von Bedeutung, Umgebinde rechts 3/3/3 Joche, giebelständig zur Straße, Gründung auf Feldsteinen, im Obergeschoss einige Fenster eingefügt | 09253356 |
| Direkt Bild zu diesem Denkmal hochladen | Wohnstallhaus und angebautes Wohnhaus                                                                            | Zur Rabinke 24, 25 (Karte)                  | 1. Hälfte 19. Jahrhundert                                                                                  | Durch ein gemeinsames Dach verbunden, Wohnstallhaus (Nummer 25) Obergeschoss Fachwerk verputzt, Giebel verkleidet, Wohnhaus (Nummer 24) Obergeschoss Fachwerk verschiefert, baugeschichtlich von Bedeutung, Nummer 24: Erdgeschoss durch große Fenster verändert | 09253355 |

## Streichungen von der Denkmalliste

### Streichungen von der Denkmalliste (Cunewalde)
| Bild                                    | Bezeichnung                                       | Lage                                 | Datierung                  | Beschreibung | ID       |
| --------------------------------------- | ------------------------------------------------- | ------------------------------------ | -------------------------- | --- | -------- |
| Direkt Bild zu diesem Denkmal hochladen | Bahnhofsgaststätte                                | Am Bahndamm 3 (Karte)                | 2. Hälfte 19. Jahrhundert  | Ortsgeschichtlich von Bedeutung, heute Wohnhaus, massiv, Dachdeckung Biberschwanz, originale Tür, gefährdet. Zwischen 2019 und 2024 abgerissen.                                                                                               | 09225389 |
| Direkt Bild zu diesem Denkmal hochladen | Wohnhaus (Umgebinde)                              | Bachweg 2 (Karte)                    | 2. Hälfte 19. Jahrhundert  | Baugeschichtlich von Bedeutung, linker Giebel verschiefert, rechte Seite verändert, Fenster erneuert, mit zwei Dachhäuschen. Zwischen 2017 und 2024 aus der Denkmalliste gestrichen.                                                          | 09225079 |
|                                         | Wohnstallhaus (Umgebinde)                         | Hauptstraße 10 (Karte)               | Mitte 19. Jahrhundert      | Obergeschoss Fachwerk, baugeschichtlich von Bedeutung. Zwischen 2020 und 2023 abgerissen. | 09225429 |
| Direkt Bild zu diesem Denkmal hochladen | Ländliches Wohnhaus mit Rückbau, dazu Einfriedung | Hauptstraße 172 (Karte)              | 2. Hälfte 19. Jahrhundert  | Baugeschichtlich von Bedeutung; nach 2014 von der Denkmalliste gestrichen | 09225481 |
| Direkt Bild zu diesem Denkmal hochladen | Wohnmühlenhaus sowie Eisenkammrad und Wasserrinne | Hauptstraße 226 (Karte)              | Um 1920                    | Ortsgeschichtlich und technikgeschichtlich von Bedeutung; zwischen 2008 und 2014 abgerissen. Biberschwanzdeckung mit Dachhecht, Abbruchgenehmigung vom 21. September 2010.                                                                    | 09225156 |
| Direkt Bild zu diesem Denkmal hochladen | Scheune eines Bauernhofes                         | Hauptstraße 248 (Karte)              | 1. Hälfte 19. Jahrhundert  | Fachwerkscheune, baugeschichtlich von Bedeutung, Dach mit Biberschwanzdeckung. Zwischen 2019 und 2023 abgerissen. | 09225495 |
| Direkt Bild zu diesem Denkmal hochladen | Ländliches Wohnhaus                               | Kirchweg 44 (Karte)                  | 2. Hälfte 19. Jahrhundert  | Giebel Fachwerk, baugeschichtlich von Bedeutung; zwischen 2008 und 2014 abgerissen. Dachdeckung Schiefer mit Dachhecht, originale Fenster und Tür.                                                                                            | 09225503 |
|                                         | Wartehäuschen (Haltepunkt Obercunewalde)          | Neudorfstraße (Karte)                | 1. Viertel 20. Jahrhundert | Eisenbahngeschichtlich von Bedeutung, verbrettert. Zwischen 2017 und 2024 aus der Denkmalliste gestrichen. | 09225054 |
| Direkt Bild zu diesem Denkmal hochladen | Wohnhaus mit Schuppenanbau                        | Neudorfstraße 11 (Karte)             | 1. Hälfte 19. Jahrhundert  | Obergeschoss Fachwerk, baugeschichtlich von Bedeutung; nach 2014 von Denkmalliste gestrichen | 09225175 |
| Direkt Bild zu diesem Denkmal hochladen | Wohnhaus (Umgebinde) auf winkligem Grundriss      | Reichenstraße 1 (Karte)              | Um 1850                    | Obergeschoss Fachwerk, Giebel verbrettert, Dachhechte, baugeschichtlich und hausgeschichtlich von Bedeutung, drei schmiedeeiserne Fenstergitter, einige Fenster einscheibig erneuert. Zwischen 2017 und 2024 aus der Denkmalliste gestrichen. | 09225202 |
| Direkt Bild zu diesem Denkmal hochladen | Faktorenhaus (Umgebinde) und ehemalige Weberei    | Reichenstraße 4 (Karte)              | 1. Hälfte 19. Jahrhundert  | Faktorenhaus Obergeschoss Fachwerk verschiefert, Weberei in massiver Bauweise, Pflasterung im Hof, baugeschichtlich und sozialgeschichtlich von Bedeutung; nach 2014 von Denkmalliste gestrichen                                              | 09225203 |
| Direkt Bild zu diesem Denkmal hochladen | Gasthof                                           | Wilhelm-von-Polenz-Straße 50 (Karte) | Bezeichnet mit 1817        | Langgestrecktes, großes Gebäude, Korbbogenportal bezeichnet, baugeschichtlich und ortsgeschichtlich von Bedeutung. 2012 abgerissen. Abbruchgenehmigung vom 25. August 2010, Landratsamt Bautzen.                                              | 09225246 |

### Streichungen von der Denkmalliste (Halbau)
| Bild | Bezeichnung                                         | Lage           | Datierung       | Beschreibung | ID       |
| ---- | --------------------------------------------------- | -------------- | --------------- | --- | -------- |
|      | Bahnhofsgebäude der Haltestelle Halbau am Hochstein | Halbau (Karte) | 1928 (Auskunft) | Bahnstrecke Großpostwitz–Löbau, hölzernes Gebäude mit Walmdach, eisenbahngeschichtlich von Bedeutung, massives Gütergebäude kein Denkmal. Zwischen 2019 und 2023 abgerissen. | 09225272 |

### Streichungen von der Denkmalliste (Schönberg)
| Bild                                    | Bezeichnung | Lage                  | Datierung                  | Beschreibung | ID       |
| --------------------------------------- | ----------- | --------------------- | -------------------------- | --- | -------- |
| Direkt Bild zu diesem Denkmal hochladen | Glaserei    | Schönberg 42b (Karte) | 4. Viertel 19. Jahrhundert | Wohnhaus mit Werkstattanbau, massiver Putzbau, zum Teil verbrettert, baugeschichtlich von Bedeutung, originale Fenster und Tür. Zwischen 2017 und 2024 aus der Denkmalliste gestrichen. | 09225543 |

### Streichungen von der Denkmalliste (Weigsdorf-Köblitz)
| Bild                                    | Bezeichnung                                                                                                   | Lage                            | Datierung                 | Beschreibung | ID       |
| --------------------------------------- | --- | ------------------------------- | ------------------------- | --- | -------- |
| Direkt Bild zu diesem Denkmal hochladen | Nordöstliches und südliches Fabrikgebäude sowie nordwestliches Pförtnerhäuschen einer ehemaligen Textilfabrik | Oberlausitzer Straße 12 (Karte) | Um 1910                   | Eckbau im Nordosten Stahlskelettkonstruktion mit regelmäßiger Befensterung, türmchenbekrönt, Bau im Süden mit turmbekröntem Kopfbau, rhythmisiert durch Wechsel von Segmentbogenfenstergeschossen zu oberem Rechtecksfenstergeschoss, Treppenturm mit getreppten Fenstern und klar optisch abgeteiltem Obergeschoss mit Dachhaube, Pförtnerhäuschen (1920er Jahre) mit ionisierendem Portikus, baugeschichtlich und ortsgeschichtlich von Bedeutung; nach 2014 von der Denkmalliste gestrichen | 09253340 |
| Direkt Bild zu diesem Denkmal hochladen | Wohnhaus | Zur Rabinke 7 (Karte)           | 2. Hälfte 19. Jahrhundert | Obergeschoss Fachwerk schwarz-weiß verschiefert, mit ca. 2 m tiefem Eingangsvorbau, granitene Fenster- und Türumrahmungen, Rundbogen-Zwillingsfenster in den Giebeln, baugeschichtlich und ortsbildprägend von Bedeutung. Zwischen 2016 und 2019 abgerissen. | 09253354 |

## Tabellenlegende
- Bild: Bild des Kulturdenkmals, ggf. zusätzlich mit einem Link zu weiteren Fotos des Kulturdenkmals im Medienarchiv Wikimedia Commons. Wenn man auf das Kamerasymbol klickt, können Fotos zu Kulturdenkmalen aus dieser Liste hochgeladen werden:
- Bezeichnung: Denkmalgeschützte Objekte und ggf. Bauwerksname des Kulturdenkmals
- Lage: Straßenname und Hausnummer oder Flurstücknummer des Kulturdenkmals. Die Grundsortierung der Liste erfolgt nach dieser Adresse. Der Link (Karte) führt zu verschiedenen Kartendiensten mit der Position des Kulturdenkmals. Fehlt dieser Link, wurden die Koordinaten noch nicht eingetragen. Sind diese bekannt, können sie über ein Tool mit einer Kartenansicht einfach nachgetragen werden. In dieser Kartenansicht sind Kulturdenkmale ohne Koordinaten mit einem roten bzw. orangen Marker dargestellt und können durch Verschieben auf die richtige Position in der Karte mit Koordinaten versehen werden. Kulturdenkmale ohne Bild sind an einem blauen bzw. roten Marker erkennbar.
- Datierung: Baubeginn, Fertigstellung, Datum der Erstnennung oder grobe zeitliche Einordnung entsprechend des Eintrags in der sächsischen Denkmaldatenbank
- Beschreibung: Kurzcharakteristik des Kulturdenkmals entsprechend des Eintrags in der sächsischen Denkmaldatenbank, ggf. ergänzt durch die dort nur selten veröffentlichten Erfassungstexte oder zusätzliche Informationen
- ID: Vom Landesamt für Denkmalpflege Sachsen vergebene, das Kulturdenkmal eindeutig identifizierende Objekt-Nummer. Der Link führt zum PDF-Denkmaldokument des Landesamtes für Denkmalpflege Sachsen. Bei ehemaligen Kulturdenkmalen können die Objektnummern unbekannt sein und deshalb fehlen bzw. die Links von aus der Datenbank entfernten Objektnummern ins Leere führen. Ein ggf. vorhandenes Icon  führt zu den Angaben des Kulturdenkmals bei Wikidata.

## Ausführliche Denkmaltexte
1. ↑  Mühlengebäude Am Bahndamm 5 / Hauptstraße 216:
  - Wohnmühlengebäude: zweigeschossiger Massivbau, Korbbogenportal im Erdgeschoss, Zierfachwerk im straßenseitigen Giebel, hier Anbau einer außenliegenden Radstube (s. w. u.), steiles Krüppelwalmdach mit Dachhäusern
  - Südöstlich angebautes Wohnhaus mit nördlicher Erweiterung, zweigeschossiger Massivbau, darüber ebenfalls steiles Krüppelwalmdach mit Schleppgauben, über der nördlichen Erweiterung abgeschlepptes Dach
  - Südliche Erweiterung des Wohnmühlengebäudes (Produktionsgebäude) aufgrund der Hanglage des Ensembles eingeschossig, Pultdach
  - Seitengebäude (Lagergebäude): zweigeschossiger Massivbau mit straßenseitigem Anbau, dieser eingeschossig mit Drempel, darüber Satteldächer
  - Radstube: schmaler Anbau am nördlichen Giebel des Wohnmühlengebäudes auf rechteckigem Grundriss, Granitmauerwerk (teils unter Einbezug der Uferstützmauern des Cunewalder Wassers), flaches Satteldach auf Erdgeschoss-Niveau des Wohnhauses, Giebel aus gelbem Ziegelmauerwerk, mit schmalem Drillingsfenster, Aufschlagwasserzuführung aus östlicher Richtung (s. w. u.), ob das eiserne Mühlrad (vermutlich mittelschlächtig) im Inneren der Radstube erhalten ist, muss noch überprüft werden, ebenso das Vorhandensein bzw. die Lage einer Ablaufrinne aus der Radstube in den Untergraben
  - Uferstützmauern, Schützenwehr und Einrichtungen zur Aufschlagwasserentnahme für die Mühle sowie drei Steindeckerbrücken: das Cunewalder Wasser diente zugleich als Mühlgraben, seitliche Befestigung mittels hoher Uferstützmauern aus Granitquadern, zum Teil integrierte Graniteinfriedungspfeiler erhalten, östlich vor dem Mühlenanwesen knickt das in westliche Richtung fließende Gewässer fast rechtwinklig nach Norden und nach wenigen Metern in einem 90-Grad-Winkel wieder nach Westen ab, hier leichter Anstau des Fließgewässers durch eingebrachte Granitschwelle, seitliche Eisenschienen zur Erhöhung des Anstaus mittels hölzerner Schütztafeln, an der Prallwand Einlaufwerk zur Entnahme von Aufschlagwasser für das Mühlrad, davor eiserner Regulierschütz (Steuerung der Zuflussmenge über Hebelmechanismus vom Ufer aus), seitliche Führung mittels senkrechter Einkerbungen in den das unterirdisch weitergeführt Gerinne begrenzenden Granitwangen, zwei Steindeckerbrücken über das Cunewalder Wasser
  - Torpfeiler und Tor: Torpfeiler aus Granit, mit angesetzten Prellsteinen, dazwischen zweiflügeliges Tor aus Eisen
2. ↑  Wie vorheriger Eintrag, mit anderer Adresse.
3. ↑  Dehio – Handbuch der deutschen Kunstdenkmäler / Sachsen Band 1:
Sehr große Saalkirche, 1780–87 errichtet, erst 1793 vollständig ausgestattet und geweiht. 1887–93 Neugestaltung des Innern durch Christian Friedrich Arnold aus Dresden. Verputzter Bruchsteinbau auf rechteckigem Grundriss, der gerade Schluss im Osten mit abgeschrägten Ecken, die einzelnen Achsen durch farbig hervorgehobene Lisenen getrennt, hohe Flachbogenfenster und Walmdach mit Fledermausgaupen. Westturm mit Lisenengliederung, im unteren Geschoss auf quadratischem, im Glockengeschoss auf oktogonalem Grundriss, abschließend eine Haube mit Laterne, datiert 1887–93. An der Turm- und Saalsüdwand schlichte Eingangsportale.
Der Emporensaal durch die Veränderungen des 19. Jahrhunderts geprägt, mit geometrischen und floralen Ornamenten verzierter Holzdecke, dreigeschossige Emporen an der Nord- und Südseite nutzen die gesamte Raumhöhe aus, den Holzpfeilern zum Innenraum hin kannelierte, ionische Pilaster vorgeblendet. An der Westseite einfache Orgelempore. Zwei dreigeschossige, in den Raum vorgezogene Logen scheiden einen halbrund geschlossenen Altarbereich aus, an der Ostwand zwei Wandgemälde mit Darstellung der Jordantaufe und der Kreuzigung von Erhard Ludewig Winterstein, um 1890.
Altar in klassizistischem Stil mit architektonischem Aufbau von Christian Friedrich Arnold, seitlich zwei kannelierte Säulen, zwischen diesen das Altarbild mit Christi Himmelfahrt von Karl Gottlob Schönherr aus Dresden, darüber verkröpftes Gesims und Dreieckgiebel, seitlich Holzfiguren von Petrus und Paulus. Die Kanzel mit Beschlagwerkornamentik aus Holz dem Vorgängerbau entnommen, von der Empore zugänglich, mit polygonalem Abschluss weit in den Raum ragend, auf dem Kanzelkorb Ölbilder: Christus und die Evangelisten, datiert 1656, 1887 neu gefasst. Große, polygonale Granittaufe in Kelchform, 15. Jahrhundert. An den Pfeilern der Nord und Südempore sechs Apostelfiguren sowie unter der Orgelempore die Figuren des hl. Nikolaus und der hl. Maria von einem spätgotischen Altar, um 1450 (1909 neu gefasst). Die mächtige romantische Orgel mit filigran geschnitztem, neubarockem Prospekt von Christian Friedrich Reiß aus Neugersdorf, bezeichnet mit 1840. Im ersten Obergeschoss der südlichen Loge schöner Kachelofen, 19. Jahrhundert.
An der Kirchhofmauer mehrere schöne Grabsteine, darunter der für Johanna Elisabeth von Riedinger mit der Darstellung eines Mädchens in zeitgenössischer Tracht († 1696). Grufthaus der Familie von Ziegler und Klipphausen, jetzt Polenz, 1802 errichtet. Schlichter Bau mit Rundbogenportal aus Sandstein und Ecklisenen.